# 2018–2019-es EHF-bajnokok ligája (csoportkör)
Ez a cikk ismerteti a 2018–2019-es EHF-bajnokok ligája csoportkörének az eredményeit.

## Formátum
A csoportkörbe jutott 28 csapatot négy csoportba sorolták. Az A és B csoportba nyolc-nyolc csapat került, a C és D csoportba pedig hat-hat csapat. Az A és B csoportba sorolták az erősebb csapatokat, a C és D-be pedig a gyengébbeket. Az A és B csoportból a csoportgyőztes egyből a negyeddöntőbe jut, a 2-6. helyezettek pedig a nyolcaddöntőbe. A C és D csoport 12 csapatából összesen kettő juthat a nyolcaddöntőbe úgy, hogy a C csoport első két helyezettje a D csoport első két helyezettjével egy oda-vissza vágóban eldöntik ennek sorsát.
Azonos pontszám esetén az alábbiak szerint döntik el a sorrendet:
1. Egymás elleni mérkőzéseken szerzett több pont,
2. Egymás elleni mérkőzések alapján számolt gólkülönbség,
3. Egymás elleni mérkőzéseken lőtt több gól,
4. A csoport összes meccse alapján számolt gólkülönbség,
5. A csoportban lőtt gólok száma,
6. Sorsolás.

## Kiemelés
A csoportkör sorsolását 2018. június 29-én tartották Bécsben. A 28 csapatot négy csoportba sorolták: két nyolccsapatos (A, B), és két hatcsapatos (C, D) csoportba.
| 1-es kalap                         | 2-es kalap                    | 3-as kalap                    | 4-es kalap                    |
| ---------------------------------- | ----------------------------- | ----------------------------- | ----------------------------- |
| Paris Saint-Germain Vardar Szkopje | Vive Targi Kielce Pick Szeged | Flensburg-Handewitt Barcelona | Skjern Håndbold Meskov Breszt |
| 5-ös kalap                         | 6-os kalap                    | 7-es kalap                    | 8-as kalap                    |
| Zagreb Telekom Veszprém KC         | Motor Zaporizzsja Montpellier | IFK Kristianstad RK Celje     | Rhein-Neckar Löwen HBC Nantes |

| 1-es kalap                   | 2-es kalap                                | 3-as kalap                    |
| ---------------------------- | ----------------------------------------- | ----------------------------- |
| Metalurg Szkopje Wisła Płock | Ademar León Bjerringbro-Silkeborg         | Sporting Elverum Håndball     |
| 4-es kalap                   | 5-ös kalap                                | 6-os kalap                    |
| Beşiktaş Wacker Thun         | CS Dinamo București Csehovszkije Medvegyi | Tatran Prešov Riihimäki Cocks |

## Csoportkör

### A csoport
| #  | Csapat              | M  | Gy | D | V  | G+  | G–  | Gk  | P  |
| -- | ------------------- | -- | -- | - | -- | --- | --- | --- | -- |
| 1. | FC Barcelona        | 14 | 12 | 0 | 2  | 486 | 391 | +95 | 24 |
| 2. | Telekom Veszprém KC | 14 | 10 | 0 | 4  | 410 | 382 | +28 | 20 |
| 3. | Vardar Szkopje      | 14 | 9  | 1 | 4  | 406 | 390 | +16 | 19 |
| 4. | Vive Tauron Kielce  | 14 | 7  | 0 | 7  | 439 | 430 | +9  | 14 |
| 5. | Rhein-Neckar Löwen  | 14 | 7  | 0 | 7  | 418 | 410 | +8  | 14 |
| 6. | Meskov Breszt       | 14 | 4  | 1 | 9  | 379 | 419 | –40 | 9  |
| 7. | Montpellier         | 14 | 3  | 1 | 10 | 377 | 414 | –37 | 7  |
| 8. | IFK Kristianstad    | 14 | 2  | 1 | 11 | 396 | 475 | –79 | 5  |

| 2018. szeptember 12. 19:00 | Rhein-Neckar Löwen | 35–34       | FC Barcelona | SAP Arena, Mannheim Nézőszám: 6018 Játékvezetők: Nikolov, Nachevski (MKD) |
| 2018. szeptember 12. 19:00 | Sigurðsson 6       | (16–13)     | Gomez 11     | SAP Arena, Mannheim Nézőszám: 6018 Játékvezetők: Nikolov, Nachevski (MKD) |
| 2018. szeptember 12. 19:00 | 3× 4×              | Jegyzőkönyv | 1× 3×        | SAP Arena, Mannheim Nézőszám: 6018 Játékvezetők: Nikolov, Nachevski (MKD) |

| 2018. szeptember 15. 17:30 | Montpellier | 24–27       | Vardar Szkopje | Park&Suites Arena, Montpellier Nézőszám: 3000 Játékvezetők: Baďura, Ondogrecula (SVK) |
| 2018. szeptember 15. 17:30 | Kavtičnik 6 | (11–12)     | Borozan 8      | Park&Suites Arena, Montpellier Nézőszám: 3000 Játékvezetők: Baďura, Ondogrecula (SVK) |
| 2018. szeptember 15. 17:30 | 3× 2×       | Jegyzőkönyv | 4× 3×          | Park&Suites Arena, Montpellier Nézőszám: 3000 Játékvezetők: Baďura, Ondogrecula (SVK) |

| 2018. szeptember 15. 18:00 | Telekom Veszprém KC | 29–27       | Vive Tauron Kielce | Veszprém Aréna, Veszprém Nézőszám: 5019 Játékvezetők: Gousko, Repkin (BLR) |
| 2018. szeptember 15. 18:00 | Gajić 6             | (14–13)     | Dujsebajev 10      | Veszprém Aréna, Veszprém Nézőszám: 5019 Játékvezetők: Gousko, Repkin (BLR) |
| 2018. szeptember 15. 18:00 | 5× 3× 1×            | Jegyzőkönyv | 3× 2×              | Veszprém Aréna, Veszprém Nézőszám: 5019 Játékvezetők: Gousko, Repkin (BLR) |

| 2018. szeptember 15. 19:30 | IFK Kristianstad | 30–32       | Meskov Breszt | Kristianstad Arena, Kristianstad Nézőszám: 3368 Játékvezetők: Marín, García (ESP) |
| 2018. szeptember 15. 19:30 | Henningsson 7    | (16–14)     | Ðukić 9       | Kristianstad Arena, Kristianstad Nézőszám: 3368 Játékvezetők: Marín, García (ESP) |
| 2018. szeptember 15. 19:30 | 1× 2×            | Jegyzőkönyv | 6× 1×         | Kristianstad Arena, Kristianstad Nézőszám: 3368 Játékvezetők: Marín, García (ESP) |

| 2018. szeptember 22. 17:30 | Vardar Szkopje | 33–25       | IFK Kristianstad | Jane Sandanski Arena, Szkopje Nézőszám: 3500 Játékvezetők: Brunner, Salah (SUI) |
| 2018. szeptember 22. 17:30 | Čupić 7        | (19–10)     | Nyfjäll 5        | Jane Sandanski Arena, Szkopje Nézőszám: 3500 Játékvezetők: Brunner, Salah (SUI) |
| 2018. szeptember 22. 17:30 | 2× 2×          | Jegyzőkönyv | 6× 3×            | Jane Sandanski Arena, Szkopje Nézőszám: 3500 Játékvezetők: Brunner, Salah (SUI) |

| 2018. szeptember 22. 18:00 | Vive Tauron Kielce    | 35–32       | Rhein-Neckar Löwen | Hala Legionów, Kielce Nézőszám: 4000 Játékvezetők: Santos, Fonseca (POR) |
| 2018. szeptember 22. 18:00 | Dujsebajev, Cindrić 5 | (17–17)     | Schmid 9           | Hala Legionów, Kielce Nézőszám: 4000 Játékvezetők: Santos, Fonseca (POR) |
| 2018. szeptember 22. 18:00 | 2× 1×                 | Jegyzőkönyv | 5× 2×              | Hala Legionów, Kielce Nézőszám: 4000 Játékvezetők: Santos, Fonseca (POR) |

| 2018. szeptember 22. 18:00 | FC Barcelona | 31–28       | Telekom Veszprém KC | Palau Blaugrana, Barcelona Nézőszám: 2828 Játékvezetők: Gjeding, Hansen (DEN) |
| 2018. szeptember 22. 18:00 | Mortensen 7  | (17–14)     | Gajić 8             | Palau Blaugrana, Barcelona Nézőszám: 2828 Játékvezetők: Gjeding, Hansen (DEN) |
| 2018. szeptember 22. 18:00 | 6× 2× 1×     | Jegyzőkönyv | 8× 2×               | Palau Blaugrana, Barcelona Nézőszám: 2828 Játékvezetők: Gjeding, Hansen (DEN) |

| 2018. szeptember 22. 19:30 | Meskov Breszt   | 26–23       | Montpellier | Universal Sports Complex Victoria, Breszt Nézőszám: 3500 Játékvezetők: Jurinović, Mrvica (CRO) |
| 2018. szeptember 22. 19:30 | három játékos 4 | (13–10)     | Porte 6     | Universal Sports Complex Victoria, Breszt Nézőszám: 3500 Játékvezetők: Jurinović, Mrvica (CRO) |
| 2018. szeptember 22. 19:30 | 2× 2×           | Jegyzőkönyv | 1× 3×       | Universal Sports Complex Victoria, Breszt Nézőszám: 3500 Játékvezetők: Jurinović, Mrvica (CRO) |

| 2018. szeptember 26. 19:00 | Rhein-Neckar Löwen | 33–27       | Meskov Breszt       | SAP Arena, Mannheim Nézőszám: 2365 Játékvezetők: Lah, Sok (SLO) |
| 2018. szeptember 26. 19:00 | Sigurðsson 6       | (18–13)     | Ivić, Skurinszkij 7 | SAP Arena, Mannheim Nézőszám: 2365 Játékvezetők: Lah, Sok (SLO) |
| 2018. szeptember 26. 19:00 | 2× 2×              | Jegyzőkönyv | 3× 2×               | SAP Arena, Mannheim Nézőszám: 2365 Játékvezetők: Lah, Sok (SLO) |

| 2018. szeptember 29. 17:30 | Telekom Veszprém KC | 25–27       | Vardar Szkopje  | Veszprém Aréna, Veszprém Nézőszám: 5019 Játékvezetők: Geipel, Helbig (GER) |
| 2018. szeptember 29. 17:30 | Gajić 5             | (11–13)     | három játékos 5 | Veszprém Aréna, Veszprém Nézőszám: 5019 Játékvezetők: Geipel, Helbig (GER) |
| 2018. szeptember 29. 17:30 | 8× 3×               | Jegyzőkönyv | 1× 2×           | Veszprém Aréna, Veszprém Nézőszám: 5019 Játékvezetők: Geipel, Helbig (GER) |

| 2018. szeptember 29. 19:30 | IFK Kristianstad | 25–44       | FC Barcelona | Kristianstad Arena, Kristianstad Nézőszám: 4200 Játékvezetők: Jorum, Kleven (NOR) |
| 2018. szeptember 29. 19:30 | Nilsen 6         | (14–19)     | Dolenec 7    | Kristianstad Arena, Kristianstad Nézőszám: 4200 Játékvezetők: Jorum, Kleven (NOR) |
| 2018. szeptember 29. 19:30 | 3× 2×            | Jegyzőkönyv | 3×           | Kristianstad Arena, Kristianstad Nézőszám: 4200 Játékvezetők: Jorum, Kleven (NOR) |

| 2018. szeptember 30. 19:00 | Montpellier  | 26–29       | Vive Tauron Kielce | Park&Suites Arena, Montpellier Nézőszám: 4812 Játékvezetők: Horáček, Novotný (CZE) |
| 2018. szeptember 30. 19:00 | Richardson 6 | (14–16)     | Dujsebajev 9       | Park&Suites Arena, Montpellier Nézőszám: 4812 Játékvezetők: Horáček, Novotný (CZE) |
| 2018. szeptember 30. 19:00 | 5× 3×        | Jegyzőkönyv | 4× 1×              | Park&Suites Arena, Montpellier Nézőszám: 4812 Játékvezetők: Horáček, Novotný (CZE) |

| 2018. október 6. 15:00 | Meskov Breszt | 28–29       | Telekom Veszprém KC | Universal Sports Complex Victoria, Breszt Nézőszám: 3300 Játékvezetők: Caçador, Nicolau (POR) |
| 2018. október 6. 15:00 | Ðukić 5       | (16–15)     | Štrlek 6            | Universal Sports Complex Victoria, Breszt Nézőszám: 3300 Játékvezetők: Caçador, Nicolau (POR) |
| 2018. október 6. 15:00 | 4× 3×         | Jegyzőkönyv | 5× 2× 1×            | Universal Sports Complex Victoria, Breszt Nézőszám: 3300 Játékvezetők: Caçador, Nicolau (POR) |

| 2018. október 6. 16:00 | Vive Tauron Kielce | 33–31       | IFK Kristianstad | Hala Legionów, Kielce Nézőszám: 3500 Játékvezetők: Brkic, Jusufhodzic (AUT) |
| 2018. október 6. 16:00 | Moryto 7           | (17–12)     | Guðmundsson 7    | Hala Legionów, Kielce Nézőszám: 3500 Játékvezetők: Brkic, Jusufhodzic (AUT) |
| 2018. október 6. 16:00 | 2× 1×              | Jegyzőkönyv | 4× 3×            | Hala Legionów, Kielce Nézőszám: 3500 Játékvezetők: Brkic, Jusufhodzic (AUT) |

| 2018. október 6. 16:00 | FC Barcelona | 35–27       | Montpellier  | Palau Blaugrana, Barcelona Nézőszám: 2642 Játékvezetők: Elíasson, Pálsson (ISL) |
| 2018. október 6. 16:00 | Mortensen 7  | (18–13)     | Villeminot 6 | Palau Blaugrana, Barcelona Nézőszám: 2642 Játékvezetők: Elíasson, Pálsson (ISL) |
| 2018. október 6. 16:00 | 4× 1×        | Jegyzőkönyv | 3× 2×        | Palau Blaugrana, Barcelona Nézőszám: 2642 Játékvezetők: Elíasson, Pálsson (ISL) |

| 2018. október 6. 17:30 | Vardar Szkopje | 29–27       | Rhein-Neckar Löwen | Jane Sandanski Arena, Szkopje Nézőszám: 5500 Játékvezetők: Nikolić, Stojković (SRB) |
| 2018. október 6. 17:30 | Gyibirov 8     | (13–15)     | Petersson 7        | Jane Sandanski Arena, Szkopje Nézőszám: 5500 Játékvezetők: Nikolić, Stojković (SRB) |
| 2018. október 6. 17:30 | 3× 2×          | Jegyzőkönyv | 4× 4× 1×           | Jane Sandanski Arena, Szkopje Nézőszám: 5500 Játékvezetők: Nikolić, Stojković (SRB) |

| 2018. október 10. 19:00 | Rhein-Neckar Löwen | 36–27       | IFK Kristianstad      | SAP Arena, Mannheim Nézőszám: 3082 Játékvezetők: Erdoğan, Özdeniz (TUR) |
| 2018. október 10. 19:00 | Radivojević 9      | (18–14)     | Guðmundsson, Nilsen 5 | SAP Arena, Mannheim Nézőszám: 3082 Játékvezetők: Erdoğan, Özdeniz (TUR) |
| 2018. október 10. 19:00 | 2× 2×              | Jegyzőkönyv | 5× 1× 2×              | SAP Arena, Mannheim Nézőszám: 3082 Játékvezetők: Erdoğan, Özdeniz (TUR) |

| 2018. október 13. 17:00 | Meskov Breszt | 21–29       | FC Barcelona    | Universal Sports Complex Victoria, Breszt Nézőszám: 3500 Játékvezetők: Pavićević, Ražnatović (MNE) |
| 2018. október 13. 17:00 | Obranović 5   | (14–15)     | három játékos 5 | Universal Sports Complex Victoria, Breszt Nézőszám: 3500 Játékvezetők: Pavićević, Ražnatović (MNE) |
| 2018. október 13. 17:00 | 4× 3×         | Jegyzőkönyv | 5× 3×           | Universal Sports Complex Victoria, Breszt Nézőszám: 3500 Játékvezetők: Pavićević, Ražnatović (MNE) |

| 2018. október 13. 17:30 | Montpellier  | 29–30       | Telekom Veszprém KC | Park&Suites Arena, Montpellier Nézőszám: 5000 Játékvezetők: Gubica, Milošević (CRO) |
| 2018. október 13. 17:30 | Richardson 7 | (16–14)     | Štrlek 6            | Park&Suites Arena, Montpellier Nézőszám: 5000 Játékvezetők: Gubica, Milošević (CRO) |
| 2018. október 13. 17:30 | 4× 3×        | Jegyzőkönyv | 6×                  | Park&Suites Arena, Montpellier Nézőszám: 5000 Játékvezetők: Gubica, Milošević (CRO) |

| 2018. október 14. 17:00 | Vive Tauron Kielce | 31–27       | Vardar Szkopje    | Hala Legionów, Kielce Nézőszám: 4100 Játékvezetők: Mažeika, Gatelis (LTU) |
| 2018. október 14. 17:00 | Cindrić 8          | (16–15)     | Skube, Gyibirov 6 | Hala Legionów, Kielce Nézőszám: 4100 Játékvezetők: Mažeika, Gatelis (LTU) |
| 2018. október 14. 17:00 | 6× 3× 1×           | Jegyzőkönyv | 4× 3× 1×          | Hala Legionów, Kielce Nézőszám: 4100 Játékvezetők: Mažeika, Gatelis (LTU) |

| 2018. november 3. 17:30 | Vardar Szkopje | 30–23       | Meskov Breszt | Jane Sandanski Arena, Szkopje Nézőszám: 4500 Játékvezetők: Horáček, Novotný (CZE) |
| 2018. november 3. 17:30 | Karačić 11     | (14–14)     | Skurinszkij 5 | Jane Sandanski Arena, Szkopje Nézőszám: 4500 Játékvezetők: Horáček, Novotný (CZE) |
| 2018. november 3. 17:30 | 3× 3×          | Jegyzőkönyv | 3× 3×         | Jane Sandanski Arena, Szkopje Nézőszám: 4500 Játékvezetők: Horáček, Novotný (CZE) |

| 2018. november 3. 17:30 | Telekom Veszprém KC | 28–29       | Rhein-Neckar Löwen | Veszprém Aréna, Veszprém Nézőszám: 5000 Játékvezetők: Baďura, Ondogrecula (SVK) |
| 2018. november 3. 17:30 | Mahé 5              | (12–15)     | három játékos 6    | Veszprém Aréna, Veszprém Nézőszám: 5000 Játékvezetők: Baďura, Ondogrecula (SVK) |
| 2018. november 3. 17:30 | 1× 3×               | Jegyzőkönyv | 2×                 | Veszprém Aréna, Veszprém Nézőszám: 5000 Játékvezetők: Baďura, Ondogrecula (SVK) |

| 2018. november 3. 19:30 | IFK Kristianstad | 29–29       | Montpellier  | Kristianstad Arena, Kristianstad Nézőszám: 3848 Játékvezetők: Nikolić, Stojković (SRB) |
| 2018. november 3. 19:30 | Halén 6          | (12–17)     | Richardson 7 | Kristianstad Arena, Kristianstad Nézőszám: 3848 Játékvezetők: Nikolić, Stojković (SRB) |
| 2018. november 3. 19:30 | 1× 2×            | Jegyzőkönyv | 3× 4×        | Kristianstad Arena, Kristianstad Nézőszám: 3848 Játékvezetők: Nikolić, Stojković (SRB) |

| 2018. november 4. 19:00 | FC Barcelona | 31–27       | Vive Tauron Kielce | Palau Blaugrana, Barcelona Nézőszám: 3239 Játékvezetők: Jurinović, Mrvica (CRO) |
| 2018. november 4. 19:00 | Gómez 7      | (14–11)     | Dujsebajev 6       | Palau Blaugrana, Barcelona Nézőszám: 3239 Játékvezetők: Jurinović, Mrvica (CRO) |
| 2018. november 4. 19:00 | 1× 2×        | Jegyzőkönyv | 1× 2×              | Palau Blaugrana, Barcelona Nézőszám: 3239 Játékvezetők: Jurinović, Mrvica (CRO) |

| 2018. november 7. 19:00 | Rhein-Neckar Löwen | 37–27       | Montpellier   | SAP Arena, Mannheim Nézőszám: 3285 Játékvezetők: Madsen, Mortensen (DEN) |
| 2018. november 7. 19:00 | Sigurðsson 11      | (16–13)     | Richardson 10 | SAP Arena, Mannheim Nézőszám: 3285 Játékvezetők: Madsen, Mortensen (DEN) |
| 2018. november 7. 19:00 | 3× 2×              | Jegyzőkönyv | 2× 1×         | SAP Arena, Mannheim Nézőszám: 3285 Játékvezetők: Madsen, Mortensen (DEN) |

| 2018. november 10. 17:00 | Meskov Breszt        | 26–35       | Vive Tauron Kielce | Universal Sports Complex Victoria, Breszt Nézőszám: 3250 Játékvezetők: Brunovský, Čanda (SVK) |
| 2018. november 10. 17:00 | Kulak, Szelveszjuk 4 | (13–15)     | Janc 8             | Universal Sports Complex Victoria, Breszt Nézőszám: 3250 Játékvezetők: Brunovský, Čanda (SVK) |
| 2018. november 10. 17:00 | 3× 3× 1×             | Jegyzőkönyv | 4× 3×              | Universal Sports Complex Victoria, Breszt Nézőszám: 3250 Játékvezetők: Brunovský, Čanda (SVK) |

| 2018. november 10. 19:30 | IFK Kristianstad | 32–29       | Telekom Veszprém KC | Kristianstad Arena, Kristianstad Nézőszám: 3786 Játékvezetők: Lah, Sok (SLO) |
| 2018. november 10. 19:30 | Guðmundsson 7    | (14–15)     | Mahé 4              | Kristianstad Arena, Kristianstad Nézőszám: 3786 Játékvezetők: Lah, Sok (SLO) |
| 2018. november 10. 19:30 | 6× 3×            | Jegyzőkönyv | 3× 2×               | Kristianstad Arena, Kristianstad Nézőszám: 3786 Játékvezetők: Lah, Sok (SLO) |

| 2018. november 11. 17:00 | Vardar Szkopje | 26–30       | FC Barcelona | Jane Sandanski Arena, Szkopje Nézőszám: 5500 Játékvezetők: Santos, Fonseca (POR) |
| 2018. november 11. 17:00 | Gyibirov 6     | (9–13)      | Mem 8        | Jane Sandanski Arena, Szkopje Nézőszám: 5500 Játékvezetők: Santos, Fonseca (POR) |
| 2018. november 11. 17:00 | 2× 1×          | Jegyzőkönyv | 3× 2×        | Jane Sandanski Arena, Szkopje Nézőszám: 5500 Játékvezetők: Santos, Fonseca (POR) |

| 2018. november 14. 20:45 | Montpellier          | 31–26       | Rhein-Neckar Löwen | Park&Suites Arena, Montpellier Nézőszám: 3000 Játékvezetők: Pavićević, Ražnatović (MNE) |
| 2018. november 14. 20:45 | Guigou, Richardson 7 | (16–12)     | Tollbring 6        | Park&Suites Arena, Montpellier Nézőszám: 3000 Játékvezetők: Pavićević, Ražnatović (MNE) |
| 2018. november 14. 20:45 | 3× 1×                | Jegyzőkönyv | 4× 1×              | Park&Suites Arena, Montpellier Nézőszám: 3000 Játékvezetők: Pavićević, Ražnatović (MNE) |

| 2018. november 17. 17:30 | Telekom Veszprém KC | 36–27       | IFK Kristianstad | Veszprém Aréna, Veszprém Nézőszám: 5019 Játékvezetők: Konjičanin, Konjičanin (BIH) |
| 2018. november 17. 17:30 | Tønnesen 8          | (20–14)     | Chrintz 8        | Veszprém Aréna, Veszprém Nézőszám: 5019 Játékvezetők: Konjičanin, Konjičanin (BIH) |
| 2018. november 17. 17:30 | 6× 2×               | Jegyzőkönyv | 2× 3×            | Veszprém Aréna, Veszprém Nézőszám: 5019 Játékvezetők: Konjičanin, Konjičanin (BIH) |

| 2018. november 17. 18:00 | Vive Tauron Kielce | 34–31       | Meskov Breszt | Hala Legionów, Kielce Nézőszám: 4100 Játékvezetők: Nikolić, Stojković (SRB) |
| 2018. november 17. 18:00 | Dujsebajev 10      | (17–16)     | Skurinszkij 7 | Hala Legionów, Kielce Nézőszám: 4100 Játékvezetők: Nikolić, Stojković (SRB) |
| 2018. november 17. 18:00 | 4× 2×              | Jegyzőkönyv | 4× 2×         | Hala Legionów, Kielce Nézőszám: 4100 Játékvezetők: Nikolić, Stojković (SRB) |

| 2018. november 17. 19:00 | FC Barcelona | 34–26       | Vardar Szkopje | Palau Blaugrana, Barcelona Nézőszám: 3874 Játékvezetők: Sondors, Līcis (LAT) |
| 2018. november 17. 19:00 | Mortensen 8  | (16–15)     | Čupić 5        | Palau Blaugrana, Barcelona Nézőszám: 3874 Játékvezetők: Sondors, Līcis (LAT) |
| 2018. november 17. 19:00 | 5× 2×        | Jegyzőkönyv | 7× 2×          | Palau Blaugrana, Barcelona Nézőszám: 3874 Játékvezetők: Sondors, Līcis (LAT) |

| 2018. november 21. 19:00 | Rhein-Neckar Löwen | 25–29       | Telekom Veszprém KC | SAP Arena, Mannheim Nézőszám: 3555 Játékvezetők: Jurinović, Mrvica (CRO) |
| 2018. november 21. 19:00 | Larsen 6           | (13–14)     | Mahé 7              | SAP Arena, Mannheim Nézőszám: 3555 Játékvezetők: Jurinović, Mrvica (CRO) |
| 2018. november 21. 19:00 | 2× 3×              | Jegyzőkönyv | 3× 3×               | SAP Arena, Mannheim Nézőszám: 3555 Játékvezetők: Jurinović, Mrvica (CRO) |

| 2018. november 24. 17:00 | Meskov Breszt | 31–31       | Vardar Szkopje | Universal Sports Complex Victoria, Breszt Nézőszám: 3200 Játékvezetők: Gjeding, Hansen (DEN) |
| 2018. november 24. 17:00 | Ðukić 7       | (14–13)     | Krištopāns 8   | Universal Sports Complex Victoria, Breszt Nézőszám: 3200 Játékvezetők: Gjeding, Hansen (DEN) |
| 2018. november 24. 17:00 | 5× 2×         | Jegyzőkönyv | 5× 1×          | Universal Sports Complex Victoria, Breszt Nézőszám: 3200 Játékvezetők: Gjeding, Hansen (DEN) |

| 2018. november 24. 18:00 | Vive Tauron Kielce | 36–42       | FC Barcelona        | Hala Legionów, Kielce Nézőszám: 4200 Játékvezetők: Pichon, Reveret (FRA) |
| 2018. november 24. 18:00 | Kules 6            | (15–18)     | Duarte, Mortensen 9 | Hala Legionów, Kielce Nézőszám: 4200 Játékvezetők: Pichon, Reveret (FRA) |
| 2018. november 24. 18:00 | 2× 2×              | Jegyzőkönyv | 1× 3×               | Hala Legionów, Kielce Nézőszám: 4200 Játékvezetők: Pichon, Reveret (FRA) |

| 2018. november 25. 17:00 | Montpellier   | 30–31       | IFK Kristianstad  | Park&Suites Arena, Montpellier Nézőszám: 5200 Játékvezetők: Caçador, Nicolau (POR) |
| 2018. november 25. 17:00 | Richardson 11 | (16–16)     | Chrintz, Nilsen 8 | Park&Suites Arena, Montpellier Nézőszám: 5200 Játékvezetők: Caçador, Nicolau (POR) |
| 2018. november 25. 17:00 | 3× 2×         | Jegyzőkönyv | 5× 2×             | Park&Suites Arena, Montpellier Nézőszám: 5200 Játékvezetők: Caçador, Nicolau (POR) |

| 2018. december 1. 17:30 | Vardar Szkopje | 28–27       | Vive Tauron Kielce | Jane Sandanski Arena, Szkopje Nézőszám: 5500 Játékvezetők: Zotin, Volodkov (RUS) |
| 2018. december 1. 17:30 | Krištopāns 6   | (14–11)     | Dujsebajev 6       | Jane Sandanski Arena, Szkopje Nézőszám: 5500 Játékvezetők: Zotin, Volodkov (RUS) |
| 2018. december 1. 17:30 | 3× 3×          | Jegyzőkönyv | 4× 2×              | Jane Sandanski Arena, Szkopje Nézőszám: 5500 Játékvezetők: Zotin, Volodkov (RUS) |

| 2018. december 1. 19:30 | IFK Kristianstad | 27–32       | Rhein-Neckar Löwen | Kristianstad Arena, Kristianstad Nézőszám: 4326 Játékvezetők: Sondors, Līcis (LAT) |
| 2018. december 1. 19:30 | Chrintz 6        | (13–18)     | Schmid 10          | Kristianstad Arena, Kristianstad Nézőszám: 4326 Játékvezetők: Sondors, Līcis (LAT) |
| 2018. december 1. 19:30 | 3× 3×            | Jegyzőkönyv | 4× 3×              | Kristianstad Arena, Kristianstad Nézőszám: 4326 Játékvezetők: Sondors, Līcis (LAT) |

| 2018. december 2. 16:30 | FC Barcelona       | 41–32       | Meskov Breszt | Palau Blaugrana, Barcelona Nézőszám: 3344 Játékvezetők: Erdoğan, Özdeniz (TUR) |
| 2018. december 2. 16:30 | N’Guessan, Tomás 6 | (22–17)     | Ivić 6        | Palau Blaugrana, Barcelona Nézőszám: 3344 Játékvezetők: Erdoğan, Özdeniz (TUR) |
| 2018. december 2. 16:30 | 2×                 | Jegyzőkönyv | 5× 2×         | Palau Blaugrana, Barcelona Nézőszám: 3344 Játékvezetők: Erdoğan, Özdeniz (TUR) |

| 2018. december 2. 19:00 | Telekom Veszprém KC | 25–19       | Montpellier  | Veszprém Aréna, Veszprém Nézőszám: 5019 Játékvezetők: Brunner, Salah (SUI) |
| 2018. december 2. 19:00 | Nilsson 6           | (15–11)     | Richardson 9 | Veszprém Aréna, Veszprém Nézőszám: 5019 Játékvezetők: Brunner, Salah (SUI) |
| 2018. december 2. 19:00 | 2× 3× 1×            | Jegyzőkönyv | 2× 4×        | Veszprém Aréna, Veszprém Nézőszám: 5019 Játékvezetők: Brunner, Salah (SUI) |

| 2019. február 6. 19:00 | Rhein-Neckar Löwen | 27–30       | Vardar Szkopje | SAP Arena, Mannheim Nézőszám: 4149 Játékvezetők: Pichon, Reveret (FRA) |
| 2019. február 6. 19:00 | Schmid 9           | (12–16)     | Gyibirov 7     | SAP Arena, Mannheim Nézőszám: 4149 Játékvezetők: Pichon, Reveret (FRA) |
| 2019. február 6. 19:00 | 3× 2×              | Jegyzőkönyv | 3× 2×          | SAP Arena, Mannheim Nézőszám: 4149 Játékvezetők: Pichon, Reveret (FRA) |

| 2019. február 9. 17:30 | Montpellier  | 29–23       | Meskov Breszt | Park&Suites Arena, Montpellier Nézőszám: 2900 Játékvezetők: Nikolov, Nachevski (MKD) |
| 2019. február 9. 17:30 | Richardson 8 | (15–11)     | Baranav 4     | Park&Suites Arena, Montpellier Nézőszám: 2900 Játékvezetők: Nikolov, Nachevski (MKD) |
| 2019. február 9. 17:30 | 6× 2×        | Jegyzőkönyv | 6× 2× 1×      | Park&Suites Arena, Montpellier Nézőszám: 2900 Játékvezetők: Nikolov, Nachevski (MKD) |

| 2019. február 9. 17:30 | Telekom Veszprém KC | 29–26       | FC Barcelona   | Veszprém Aréna, Veszprém Nézőszám: 5019 Játékvezetők: Kurtagic, Wetterwik (SWE) |
| 2019. február 9. 17:30 | négy játékos 4      | (15–15)     | négy játékos 4 | Veszprém Aréna, Veszprém Nézőszám: 5019 Játékvezetők: Kurtagic, Wetterwik (SWE) |
| 2019. február 9. 17:30 | 3× 3×               | Jegyzőkönyv | 1× 1×          | Veszprém Aréna, Veszprém Nézőszám: 5019 Játékvezetők: Kurtagic, Wetterwik (SWE) |

| 2019. február 9. 19:00 | IFK Kristianstad | 33–34       | Vive Tauron Kielce | Kristianstad Arena, Kristianstad Nézőszám: 3812 Játékvezetők: Gubica, Milošević (CRO) |
| 2019. február 9. 19:00 | négy játékos 5   | (15–16)     | Jurecki 11         | Kristianstad Arena, Kristianstad Nézőszám: 3812 Játékvezetők: Gubica, Milošević (CRO) |
| 2019. február 9. 19:00 | 4× 3×            | Jegyzőkönyv | 2× 1×              | Kristianstad Arena, Kristianstad Nézőszám: 3812 Játékvezetők: Gubica, Milošević (CRO) |

| 2019. február 16. 17:30 | Vardar Szkopje | 27–29       | Telekom Veszprém KC | Jane Sandanski Arena, Szkopje Nézőszám: 5500 Játékvezetők: Caçador, Nicolau (POR) |
| 2019. február 16. 17:30 | Dissinger 5    | (16–11)     | Lékai 7             | Jane Sandanski Arena, Szkopje Nézőszám: 5500 Játékvezetők: Caçador, Nicolau (POR) |
| 2019. február 16. 17:30 | 4× 2×          | Jegyzőkönyv | 6× 2×               | Jane Sandanski Arena, Szkopje Nézőszám: 5500 Játékvezetők: Caçador, Nicolau (POR) |

| 2019. február 16. 17:30 | Meskov Breszt | 27–24       | Rhein-Neckar Löwen   | Universal Sports Complex Victoria, Breszt Nézőszám: 3450 Játékvezetők: Mažeika, Gatelis (LTU) |
| 2019. február 16. 17:30 | Skurinszkij 8 | (15–12)     | Schmid, Sigurðsson 5 | Universal Sports Complex Victoria, Breszt Nézőszám: 3450 Játékvezetők: Mažeika, Gatelis (LTU) |
| 2019. február 16. 17:30 | 2× 3× 1×      | Jegyzőkönyv | 2× 2×                | Universal Sports Complex Victoria, Breszt Nézőszám: 3450 Játékvezetők: Mažeika, Gatelis (LTU) |

| 2019. február 16. 18:00 | Vive Tauron Kielce | 27–28       | Montpellier            | Hala Legionów, Kielce Nézőszám: 4000 Játékvezetők: Marín, García (ESP) |
| 2019. február 16. 18:00 | három játékos 4    | (11–14)     | Grébille, Richardson 6 | Hala Legionów, Kielce Nézőszám: 4000 Játékvezetők: Marín, García (ESP) |
| 2019. február 16. 18:00 | 1× 3×              | Jegyzőkönyv | 5× 1×                  | Hala Legionów, Kielce Nézőszám: 4000 Játékvezetők: Marín, García (ESP) |

| 2019. február 17. 19:30 | FC Barcelona     | 43–26       | IFK Kristianstad | Palau Blaugrana, Barcelona Nézőszám: 3479 Játékvezetők: Madsen, Mortensen (DEN) |
| 2019. február 17. 19:30 | Gómez, Syprzak 6 | (21–12)     | Halén 5          | Palau Blaugrana, Barcelona Nézőszám: 3479 Játékvezetők: Madsen, Mortensen (DEN) |
| 2019. február 17. 19:30 | 1×               | Jegyzőkönyv | 4× 2×            | Palau Blaugrana, Barcelona Nézőszám: 3479 Játékvezetők: Madsen, Mortensen (DEN) |

| 2019. február 20. 19:00 | Rhein-Neckar Löwen | 30–29       | Vive Tauron Kielce | SAP Arena, Mannheim Nézőszám: 4067 Játékvezetők: Gjeding, Hansen (DEN) |
| 2019. február 20. 19:00 | Schmid 8           | (18–14)     | Aguinagalde 6      | SAP Arena, Mannheim Nézőszám: 4067 Játékvezetők: Gjeding, Hansen (DEN) |
| 2019. február 20. 19:00 | 1× 1×              | Jegyzőkönyv | 2× 1×              | SAP Arena, Mannheim Nézőszám: 4067 Játékvezetők: Gjeding, Hansen (DEN) |

| 2019. február 23. 19:00 | IFK Kristianstad | 30–32       | Vardar Szkopje | Kristianstad Arena, Kristianstad Nézőszám: 3867 Játékvezetők: Brunovský, Čanda (SVK) |
| 2019. február 23. 19:00 | Guðmundsson 10   | (17–16)     | Krištopāns 8   | Kristianstad Arena, Kristianstad Nézőszám: 3867 Játékvezetők: Brunovský, Čanda (SVK) |
| 2019. február 23. 19:00 | 4× 1×            | Jegyzőkönyv | 2× 1×          | Kristianstad Arena, Kristianstad Nézőszám: 3867 Játékvezetők: Brunovský, Čanda (SVK) |

| 2019. február 24. 17:00 | Telekom Veszprém KC | 28–20       | Meskov Breszt  | Veszprém Aréna, Veszprém Nézőszám: 5019 Játékvezetők: Lah, Sok (SLO) |
| 2019. február 24. 17:00 | három játékos 4     | (9–10)      | négy játékos 4 | Veszprém Aréna, Veszprém Nézőszám: 5019 Játékvezetők: Lah, Sok (SLO) |
| 2019. február 24. 17:00 | 4× 2×               | Jegyzőkönyv | 2× 4×          | Veszprém Aréna, Veszprém Nézőszám: 5019 Játékvezetők: Lah, Sok (SLO) |

| 2019. február 24. 19:00 | Montpellier  | 28–36       | FC Barcelona | Park&Suites Arena, Montpellier Nézőszám: 7500 Játékvezetők: Geipel, Helbig (GER) |
| 2019. február 24. 19:00 | Richardson 6 | (12–18)     | Gomez 8      | Park&Suites Arena, Montpellier Nézőszám: 7500 Játékvezetők: Geipel, Helbig (GER) |
| 2019. február 24. 19:00 | 3× 1×        | Jegyzőkönyv | 2× 1×        | Park&Suites Arena, Montpellier Nézőszám: 7500 Játékvezetők: Geipel, Helbig (GER) |

| 2019. március 2. 17:30 | Vardar Szkopje | 33–27       | Montpellier | Jane Sandanski Arena, Szkopje Nézőszám: 5000 Játékvezetők: Erdoğan, Özdeniz (TUR) |
| 2019. március 2. 17:30 | Krištopāns 7   | (16–13)     | Porte 5     | Jane Sandanski Arena, Szkopje Nézőszám: 5000 Játékvezetők: Erdoğan, Özdeniz (TUR) |
| 2019. március 2. 17:30 | 2× 2×          | Jegyzőkönyv | 2× 3× 1×    | Jane Sandanski Arena, Szkopje Nézőszám: 5000 Játékvezetők: Erdoğan, Özdeniz (TUR) |

| 2019. március 2. 17:30 | Vive Tauron Kielce | 35–36       | Telekom Veszprém KC | Hala Legionów, Kielce Nézőszám: 4200 Játékvezetők: Nikolić, Stojković (SRB) |
| 2019. március 2. 17:30 | Janc 7             | (21–18)     | Mahé 8              | Hala Legionów, Kielce Nézőszám: 4200 Játékvezetők: Nikolić, Stojković (SRB) |
| 2019. március 2. 17:30 | 1× 1×              | Jegyzőkönyv | 5× 2×               | Hala Legionów, Kielce Nézőszám: 4200 Játékvezetők: Nikolić, Stojković (SRB) |

| 2019. március 2. 17:30 | Meskov Breszt | 32–23       | IFK Kristianstad | Universal Sports Complex Victoria, Breszt Nézőszám: 3450 Játékvezetők: Baďura, Ondogrecula (SVK) |
| 2019. március 2. 17:30 | Ivić 6        | (15–11)     | Nilsen 4         | Universal Sports Complex Victoria, Breszt Nézőszám: 3450 Játékvezetők: Baďura, Ondogrecula (SVK) |
| 2019. március 2. 17:30 | 4× 1×         | Jegyzőkönyv | 3× 1×            | Universal Sports Complex Victoria, Breszt Nézőszám: 3450 Játékvezetők: Baďura, Ondogrecula (SVK) |

| 2019. március 2. 17:30 | FC Barcelona         | 30–25       | Rhein-Neckar Löwen    | Palau Blaugrana, Barcelona Nézőszám: 3033 Játékvezetők: Andorka, Hucker (HUN) |
| 2019. március 2. 17:30 | Andersson, Syprzak 5 | (20–12)     | Kohlbacher, Talseki 6 | Palau Blaugrana, Barcelona Nézőszám: 3033 Játékvezetők: Andorka, Hucker (HUN) |
| 2019. március 2. 17:30 | 1×                   | Jegyzőkönyv | 2× 2×                 | Palau Blaugrana, Barcelona Nézőszám: 3033 Játékvezetők: Andorka, Hucker (HUN) |

### B csoport
| #  | Csapat              | M  | Gy | D | V  | G+  | G–  | Gk  | P  |
| -- | ------------------- | -- | -- | - | -- | --- | --- | --- | -- |
| 1. | Paris Saint-Germain | 14 | 13 | 0 | 1  | 455 | 385 | +70 | 26 |
| 2. | Pick Szeged         | 14 | 9  | 2 | 3  | 411 | 397 | +14 | 20 |
| 3. | Flensburg-Handewitt | 14 | 7  | 1 | 6  | 378 | 370 | +8  | 15 |
| 4. | HBC Nantes          | 14 | 5  | 4 | 5  | 421 | 408 | +13 | 14 |
| 5. | Motor Zaporizzsja   | 14 | 5  | 1 | 8  | 413 | 412 | +1  | 11 |
| 6. | RK Zagreb           | 14 | 4  | 3 | 7  | 359 | 388 | –29 | 11 |
| 7. | Skjern Håndbold     | 14 | 3  | 2 | 9  | 398 | 439 | –41 | 8  |
| 8. | RK Celje            | 14 | 3  | 1 | 10 | 380 | 416 | –36 | 7  |

| 2018. szeptember 12. 19:00 | Motor Zaporizzsja | 29–35       | Paris Saint-Germain | Yunost Sport Hall, Zaporizzsja Nézőszám: 3500 Játékvezetők: Pavićević, Ražnatović (MNE) |
| 2018. szeptember 12. 19:00 | Malašinskas 6     | (12–17)     | Remili 8            | Yunost Sport Hall, Zaporizzsja Nézőszám: 3500 Játékvezetők: Pavićević, Ražnatović (MNE) |
| 2018. szeptember 12. 19:00 | 4× 1×             | Jegyzőkönyv | 1× 2×               | Yunost Sport Hall, Zaporizzsja Nézőszám: 3500 Játékvezetők: Pavićević, Ražnatović (MNE) |

| 2018. szeptember 16. 17:00 | RK Celje          | 26–27       | Skjern Håndbold | Zlatorog Arena, Celje Nézőszám: 3567 Játékvezetők: Pichon, Reveret (FRA) |
| 2018. szeptember 16. 17:00 | Ovniček, Razgor 4 | (13–12)     | Eggert 8        | Zlatorog Arena, Celje Nézőszám: 3567 Játékvezetők: Pichon, Reveret (FRA) |
| 2018. szeptember 16. 17:00 | 4× 4×             | Jegyzőkönyv | 5× 2×           | Zlatorog Arena, Celje Nézőszám: 3567 Játékvezetők: Pichon, Reveret (FRA) |

| 2018. szeptember 16. 19:00 | HBC Nantes | 31–34       | Flensburg-Handewitt | Parc des expositions de la Beaujoire, Nantes Nézőszám: 5108 Játékvezetők: Zotin, Volodkov (RUS) |
| 2018. szeptember 16. 19:00 | Rivera 6   | (16–18)     | Rød 6               | Parc des expositions de la Beaujoire, Nantes Nézőszám: 5108 Játékvezetők: Zotin, Volodkov (RUS) |
| 2018. szeptember 16. 19:00 | 2× 2×      | Jegyzőkönyv | 4× 3×               | Parc des expositions de la Beaujoire, Nantes Nézőszám: 5108 Játékvezetők: Zotin, Volodkov (RUS) |

| 2018. szeptember 16. 20:00 | RK Zagreb | 23–24       | Pick Szeged | Arena Zagreb, Zágráb Nézőszám: 3251 Játékvezetők: Mažeika, Gatelis (LTU) |
| 2018. szeptember 16. 20:00 | Horvat 8  | (12–9)      | Källman 6   | Arena Zagreb, Zágráb Nézőszám: 3251 Játékvezetők: Mažeika, Gatelis (LTU) |
| 2018. szeptember 16. 20:00 | 2× 4× 1×  | Jegyzőkönyv | 4× 3×       | Arena Zagreb, Zágráb Nézőszám: 3251 Játékvezetők: Mažeika, Gatelis (LTU) |

| 2018. szeptember 19. 19:00 | Flensburg-Handewitt | 29–31       | RK Zagreb | Flens Arena, Flensburg Nézőszám: 3125 Játékvezetők: López, Ramírez (ESP) |
| 2018. szeptember 19. 19:00 | Svan 7              | (16–16)     | Mandić 8  | Flens Arena, Flensburg Nézőszám: 3125 Játékvezetők: López, Ramírez (ESP) |
| 2018. szeptember 19. 19:00 | 3× 3×               | Jegyzőkönyv | 4× 1×     | Flens Arena, Flensburg Nézőszám: 3125 Játékvezetők: López, Ramírez (ESP) |

| 2018. szeptember 23. 16:50 | Skjern Håndbold | 37–33       | Motor Zaporizzsja         | Skjern Bank Arena, Skjern Nézőszám: 2457 Játékvezetők: Erdoğan, Özdeniz (TUR) |
| 2018. szeptember 23. 16:50 | Myrhol 8        | (19–14)     | Malašinskas, Paczkowski 7 | Skjern Bank Arena, Skjern Nézőszám: 2457 Játékvezetők: Erdoğan, Özdeniz (TUR) |
| 2018. szeptember 23. 16:50 | 9× 1×           | Jegyzőkönyv | 7× 2×                     | Skjern Bank Arena, Skjern Nézőszám: 2457 Játékvezetők: Erdoğan, Özdeniz (TUR) |

| 2018. szeptember 23. 17:00 | Paris Saint-Germain | 33–21       | RK Celje  | Halle Georges Carpentier, Párizs Nézőszám: 2780 Játékvezetők: Kurtagic, Wetterwik (SWE) |
| 2018. szeptember 23. 17:00 | Hansen 7            | (17–12)     | Nenadić 5 | Halle Georges Carpentier, Párizs Nézőszám: 2780 Játékvezetők: Kurtagic, Wetterwik (SWE) |
| 2018. szeptember 23. 17:00 | 2× 3×               | Jegyzőkönyv | 2× 3×     | Halle Georges Carpentier, Párizs Nézőszám: 2780 Játékvezetők: Kurtagic, Wetterwik (SWE) |

| 2018. szeptember 23. 19:00 | Pick Szeged | 30–28       | HBC Nantes | Városi Sportcsarnok, Szeged Nézőszám: 3200 Játékvezetők: Nikolić, Stojković (SRB) |
| 2018. szeptember 23. 19:00 | Bodó 8      | (11–12)     | Lazarov 6  | Városi Sportcsarnok, Szeged Nézőszám: 3200 Játékvezetők: Nikolić, Stojković (SRB) |
| 2018. szeptember 23. 19:00 | 5× 4×       | Jegyzőkönyv | 4× 4×      | Városi Sportcsarnok, Szeged Nézőszám: 3200 Játékvezetők: Nikolić, Stojković (SRB) |

| 2018. szeptember 29. 20:00 | RK Zagreb | 21–32       | Paris Saint-Germain | Arena Zagreb, Zágráb Nézőszám: 9134 Játékvezetők: Brunovský, Čanda (SVK) |
| 2018. szeptember 29. 20:00 | Horvat 4  | (9–15)      | L. Karabatić 8      | Arena Zagreb, Zágráb Nézőszám: 9134 Játékvezetők: Brunovský, Čanda (SVK) |
| 2018. szeptember 29. 20:00 | 4×        | Jegyzőkönyv | 1× 3×               | Arena Zagreb, Zágráb Nézőszám: 9134 Játékvezetők: Brunovský, Čanda (SVK) |

| 2018. szeptember 30. 17:00 | RK Celje        | 23–20       | Flensburg-Handewitt       | Zlatorog Arena, Celje Nézőszám: 3300 Játékvezetők: Pandzić, Mosorinski (SRB) |
| 2018. szeptember 30. 17:00 | Malus, Razgor 5 | (10–11)     | Glandorf, Lauge Schmidt 4 | Zlatorog Arena, Celje Nézőszám: 3300 Játékvezetők: Pandzić, Mosorinski (SRB) |
| 2018. szeptember 30. 17:00 | 1× 3×           | Jegyzőkönyv | 4× 3×                     | Zlatorog Arena, Celje Nézőszám: 3300 Játékvezetők: Pandzić, Mosorinski (SRB) |

| 2018. szeptember 30. 17:00 | HBC Nantes | 35–27       | Skjern Håndbold  | Parc des expositions de la Beaujoire, Nantes Nézőszám: 5194 Játékvezetők: Vešović, Mitrović (MNE) |
| 2018. szeptember 30. 17:00 | Balaguer 7 | (17–16)     | Eggert, Tangen 7 | Parc des expositions de la Beaujoire, Nantes Nézőszám: 5194 Játékvezetők: Vešović, Mitrović (MNE) |
| 2018. szeptember 30. 17:00 | 4× 3×      | Jegyzőkönyv | 4× 3×            | Parc des expositions de la Beaujoire, Nantes Nézőszám: 5194 Játékvezetők: Vešović, Mitrović (MNE) |

| 2018. szeptember 30. 18:00 | Motor Zaporizzsja | 31–32       | Pick Szeged | Yunost Sport Hall, Zaporizzsja Nézőszám: 3480 Játékvezetők: Leszczyński, Piechota (POL) |
| 2018. szeptember 30. 18:00 | Kozakevics 8      | (13–19)     | Šoštarič 8  | Yunost Sport Hall, Zaporizzsja Nézőszám: 3480 Játékvezetők: Leszczyński, Piechota (POL) |
| 2018. szeptember 30. 18:00 | 4× 2×             | Jegyzőkönyv | 3× 3×       | Yunost Sport Hall, Zaporizzsja Nézőszám: 3480 Játékvezetők: Leszczyński, Piechota (POL) |

| 2018. október 3. 19:00 | Flensburg-Handewitt | 31–24       | Motor Zaporizzsja | Flens Arena, Flensburg Nézőszám: 3309 Játékvezetők: Baďura, Ondogrecula (SVK) |
| 2018. október 3. 19:00 | Rød 7               | (13–11)     | Paczkowski 6      | Flens Arena, Flensburg Nézőszám: 3309 Játékvezetők: Baďura, Ondogrecula (SVK) |
| 2018. október 3. 19:00 | 3× 1×               | Jegyzőkönyv | 6× 4×             | Flens Arena, Flensburg Nézőszám: 3309 Játékvezetők: Baďura, Ondogrecula (SVK) |

| 2018. október 6. 17:30 | Paris Saint-Germain    | 35–34       | HBC Nantes      | Halle Georges Carpentier, Párizs Nézőszám: 2400 Játékvezetők: Mažeika, Gatelis (LTU) |
| 2018. október 6. 17:30 | L. Karabatić, Remili 7 | (19–16)     | három játékos 6 | Halle Georges Carpentier, Párizs Nézőszám: 2400 Játékvezetők: Mažeika, Gatelis (LTU) |
| 2018. október 6. 17:30 | 6× 2×                  | Jegyzőkönyv | 3× 3×           | Halle Georges Carpentier, Párizs Nézőszám: 2400 Játékvezetők: Mažeika, Gatelis (LTU) |

| 2018. október 6. 17:30 | Pick Szeged        | 33–24       | RK Celje         | Városi Sportcsarnok, Szeged Nézőszám: 3200 Játékvezetők: Covalciuc, Covalciuc (MDA) |
| 2018. október 6. 17:30 | Bánhidi, Maqueda 5 | (18–8)      | Malus, Ovniček 5 | Városi Sportcsarnok, Szeged Nézőszám: 3200 Játékvezetők: Covalciuc, Covalciuc (MDA) |
| 2018. október 6. 17:30 | 6× 2×              | Jegyzőkönyv | 4× 2×            | Városi Sportcsarnok, Szeged Nézőszám: 3200 Játékvezetők: Covalciuc, Covalciuc (MDA) |

| 2018. október 7. 16:50 | Skjern Håndbold | 31–31       | RK Zagreb | Skjern Bank Arena, Skjern Nézőszám: 2589 Játékvezetők: Geipel, Helbig (GER) |
| 2018. október 7. 16:50 | Mogensen 6      | (14–14)     | Burić 7   | Skjern Bank Arena, Skjern Nézőszám: 2589 Játékvezetők: Geipel, Helbig (GER) |
| 2018. október 7. 16:50 | 2× 3×           | Jegyzőkönyv | 5× 2×     | Skjern Bank Arena, Skjern Nézőszám: 2589 Játékvezetők: Geipel, Helbig (GER) |

| 2018. október 14. 16:50 | Skjern Håndbold | 24–26       | Paris Saint-Germain | Skjern Bank Arena, Skjern Nézőszám: 7008 Játékvezetők: Santos, Fonseca (POR) |
| 2018. október 14. 16:50 | Mogensen 10     | (10–12)     | Hansen 8            | Skjern Bank Arena, Skjern Nézőszám: 7008 Játékvezetők: Santos, Fonseca (POR) |
| 2018. október 14. 16:50 | 3× 3× 1×        | Jegyzőkönyv | 3× 1×               | Skjern Bank Arena, Skjern Nézőszám: 7008 Játékvezetők: Santos, Fonseca (POR) |

| 2018. október 14. 17:00 | Pick Szeged | 30–28       | Flensburg-Handewitt | Városi Sportcsarnok, Szeged Nézőszám: 3200 Játékvezetők: Nikolov, Nachevski (MKD) |
| 2018. október 14. 17:00 | Šoštarič 6  | (15–14)     | Glandorf, Rød 5     | Városi Sportcsarnok, Szeged Nézőszám: 3200 Játékvezetők: Nikolov, Nachevski (MKD) |
| 2018. október 14. 17:00 | 2× 3×       | Jegyzőkönyv | 2× 3×               | Városi Sportcsarnok, Szeged Nézőszám: 3200 Játékvezetők: Nikolov, Nachevski (MKD) |

| 2018. október 14. 18:00 | Motor Zaporizzsja | 35–27       | RK Zagreb         | Yunost Sport Hall, Zaporizzsja Nézőszám: 3500 Játékvezetők: Horáček, Novotný (CZE) |
| 2018. október 14. 18:00 | Puhovszki 7       | (17–13)     | Božić Pavletić 10 | Yunost Sport Hall, Zaporizzsja Nézőszám: 3500 Játékvezetők: Horáček, Novotný (CZE) |
| 2018. október 14. 18:00 | 2× 3×             | Jegyzőkönyv | 1× 2×             | Yunost Sport Hall, Zaporizzsja Nézőszám: 3500 Játékvezetők: Horáček, Novotný (CZE) |

| 2018. október 14. 19:00 | HBC Nantes | 38–27       | RK Celje  | Parc des expositions de la Beaujoire, Nantes Nézőszám: 5332 Játékvezetők: Jørum, Kleven (NOR) |
| 2018. október 14. 19:00 | Lazarov 7  | (17–13)     | Vujović 6 | Parc des expositions de la Beaujoire, Nantes Nézőszám: 5332 Játékvezetők: Jørum, Kleven (NOR) |
| 2018. október 14. 19:00 | 3× 2×      | Jegyzőkönyv | 7× 2×     | Parc des expositions de la Beaujoire, Nantes Nézőszám: 5332 Játékvezetők: Jørum, Kleven (NOR) |

| 2018. november 3. 17:30 | HBC Nantes | 23–20       | RK Zagreb | Parc des expositions de la Beaujoire, Nantes Nézőszám: 5902 Játékvezetők: Sondors, Līcis (LAT) |
| 2018. november 3. 17:30 | Lazarov 5  | (10–11)     | Horvat 5  | Parc des expositions de la Beaujoire, Nantes Nézőszám: 5902 Játékvezetők: Sondors, Līcis (LAT) |
| 2018. november 3. 17:30 | 1× 2×      | Jegyzőkönyv | 3× 4×     | Parc des expositions de la Beaujoire, Nantes Nézőszám: 5902 Játékvezetők: Sondors, Līcis (LAT) |

| 2018. november 4. 17:00 | RK Celje    | 33–28       | Motor Zaporizzsja | Zlatorog Arena, Celje Nézőszám: 3900 Játékvezetők: Elíasson, Pálsson (ISL) |
| 2018. november 4. 17:00 | Accambray 7 | (18–14)     | Malašinskas 10    | Zlatorog Arena, Celje Nézőszám: 3900 Játékvezetők: Elíasson, Pálsson (ISL) |
| 2018. november 4. 17:00 | 5× 3×       | Jegyzőkönyv | 5× 3×             | Zlatorog Arena, Celje Nézőszám: 3900 Játékvezetők: Elíasson, Pálsson (ISL) |

| 2018. november 4. 17:00 | Paris Saint-Germain | 33–31       | Pick Szeged | Halle Georges Carpentier, Párizs Nézőszám: 2500 Játékvezetők: Geipel, Helbig (GER) |
| 2018. november 4. 17:00 | Gensheimer 9        | (15–14)     | Bodó 7      | Halle Georges Carpentier, Párizs Nézőszám: 2500 Játékvezetők: Geipel, Helbig (GER) |
| 2018. november 4. 17:00 | 2× 3×               | Jegyzőkönyv | 3× 2×       | Halle Georges Carpentier, Párizs Nézőszám: 2500 Játékvezetők: Geipel, Helbig (GER) |

| 2018. november 4. 18:15 | Flensburg-Handewitt | 26–22       | Skjern Håndbold | Flens Arena, Flensburg Nézőszám: 5211 Játékvezetők: Kurtagic, Wetterwik (SWE) |
| 2018. november 4. 18:15 | három játékos 5     | (10–10)     | Tangen 5        | Flens Arena, Flensburg Nézőszám: 5211 Játékvezetők: Kurtagic, Wetterwik (SWE) |
| 2018. november 4. 18:15 | 1× 2×               | Jegyzőkönyv | 1× 3×           | Flens Arena, Flensburg Nézőszám: 5211 Játékvezetők: Kurtagic, Wetterwik (SWE) |

| 2018. november 10. 17:30 | Paris Saint-Germain | 29–28       | Flensburg-Handewitt | Halle Georges Carpentier, Párizs Nézőszám: 3300 Játékvezetők: Brkic, Jusufhodzic (AUT) |
| 2018. november 10. 17:30 | Gensheimer 8        | (12–15)     | Jeppsson 9          | Halle Georges Carpentier, Párizs Nézőszám: 3300 Játékvezetők: Brkic, Jusufhodzic (AUT) |
| 2018. november 10. 17:30 | 1× 3×               | Jegyzőkönyv | 2× 2×               | Halle Georges Carpentier, Párizs Nézőszám: 3300 Játékvezetők: Brkic, Jusufhodzic (AUT) |

| 2018. november 10. 20:00 | RK Zagreb | 24–22       | RK Celje  | Arena Zagreb, Zágráb Nézőszám: 5860 Játékvezetők: Zotin, Volodkov (RUS) |
| 2018. november 10. 20:00 | Horvat 6  | (11–9)      | Vujović 5 | Arena Zagreb, Zágráb Nézőszám: 5860 Játékvezetők: Zotin, Volodkov (RUS) |
| 2018. november 10. 20:00 | 5× 3×     | Jegyzőkönyv | 2× 3×     | Arena Zagreb, Zágráb Nézőszám: 5860 Játékvezetők: Zotin, Volodkov (RUS) |

| 2018. november 11. 16:50 | Skjern Håndbold | 26–29       | Pick Szeged          | Skjern Bank Arena, Skjern Nézőszám: 2761 Játékvezetők: López, Ramírez (ESP) |
| 2018. november 11. 16:50 | Eggert 6        | (15–14)     | Cañellas, Šoštarič 5 | Skjern Bank Arena, Skjern Nézőszám: 2761 Játékvezetők: López, Ramírez (ESP) |
| 2018. november 11. 16:50 | 5× 2× 1×        | Jegyzőkönyv | 4× 1×                | Skjern Bank Arena, Skjern Nézőszám: 2761 Játékvezetők: López, Ramírez (ESP) |

| 2018. november 11. 18:00 | Motor Zaporizzsja | 30–30       | HBC Nantes | Yunost Sport Hall, Zaporizzsja Nézőszám: 3500 Játékvezetők: Nikolov, Nachevski (MKD) |
| 2018. november 11. 18:00 | Kozakevics 9      | (15–14)     | Tournat 8  | Yunost Sport Hall, Zaporizzsja Nézőszám: 3500 Játékvezetők: Nikolov, Nachevski (MKD) |
| 2018. november 11. 18:00 | 2× 3×             | Jegyzőkönyv | 3× 4×      | Yunost Sport Hall, Zaporizzsja Nézőszám: 3500 Játékvezetők: Nikolov, Nachevski (MKD) |

| 2018. november 14. 18:45 | Flensburg-Handewitt | 20–27       | Paris Saint-Germain | Flens Arena, Flensburg Nézőszám: 5223 Játékvezetők: Horáček, Novotný (CZE) |
| 2018. november 14. 18:45 | Wanne 5             | (9–12)      | Hansen 6            | Flens Arena, Flensburg Nézőszám: 5223 Játékvezetők: Horáček, Novotný (CZE) |
| 2018. november 14. 18:45 | 2× 3×               | Jegyzőkönyv | 2× 1×               | Flens Arena, Flensburg Nézőszám: 5223 Játékvezetők: Horáček, Novotný (CZE) |

| 2018. november 18. 17:00 | Pick Szeged     | 33–33       | Skjern Håndbold | Városi Sportcsarnok, Szeged Nézőszám: 3200 Játékvezetők: Brunner, Salah (SUI) |
| 2018. november 18. 17:00 | Sigurmannsson 6 | (14–15)     | Søndergaard 10  | Városi Sportcsarnok, Szeged Nézőszám: 3200 Játékvezetők: Brunner, Salah (SUI) |
| 2018. november 18. 17:00 | 2× 3×           | Jegyzőkönyv | 7× 2× 1×        | Városi Sportcsarnok, Szeged Nézőszám: 3200 Játékvezetők: Brunner, Salah (SUI) |

| 2018. november 18. 17:00 | RK Celje  | 30–21       | RK Zagreb | Zlatorog Arena, Celje Nézőszám: 5600 Játékvezetők: Erdoğan, Özdeniz (TUR) |
| 2018. november 18. 17:00 | Vujović 7 | (10–9)      | Horvat 5  | Zlatorog Arena, Celje Nézőszám: 5600 Játékvezetők: Erdoğan, Özdeniz (TUR) |
| 2018. november 18. 17:00 | 6× 3× 1×  | Jegyzőkönyv | 3× 4×     | Zlatorog Arena, Celje Nézőszám: 5600 Játékvezetők: Erdoğan, Özdeniz (TUR) |

| 2018. november 18. 17:00 | HBC Nantes | 23–27       | Motor Zaporizzsja | Parc des expositions de la Beaujoire, Nantes Nézőszám: 5902 Játékvezetők: Kurtagic, Wetterwik (SWE) |
| 2018. november 18. 17:00 | Claire 6   | (13–12)     | Malašinskas 8     | Parc des expositions de la Beaujoire, Nantes Nézőszám: 5902 Játékvezetők: Kurtagic, Wetterwik (SWE) |
| 2018. november 18. 17:00 | 3× 2×      | Jegyzőkönyv | 3× 2×             | Parc des expositions de la Beaujoire, Nantes Nézőszám: 5902 Játékvezetők: Kurtagic, Wetterwik (SWE) |

| 2018. november 24. 17:30 | Pick Szeged      | 33–32       | Paris Saint-Germain | Városi Sportcsarnok, Szeged Nézőszám: 3200 Játékvezetők: Gubica, Milošević (CRO) |
| 2018. november 24. 17:30 | Sigurmannsson 11 | (16–14)     | Remili 8            | Városi Sportcsarnok, Szeged Nézőszám: 3200 Játékvezetők: Gubica, Milošević (CRO) |
| 2018. november 24. 17:30 | 5× 3×            | Jegyzőkönyv | 4× 2× 1×            | Városi Sportcsarnok, Szeged Nézőszám: 3200 Játékvezetők: Gubica, Milošević (CRO) |

| 2018. november 24. 20:00 | RK Zagreb | 27–27       | HBC Nantes      | Arena Zagreb, Zágráb Nézőszám: 5273 Játékvezetők: Baranowski, Lemanowicz (POL) |
| 2018. november 24. 20:00 | Horvat 8  | (12–12)     | három játékos 5 | Arena Zagreb, Zágráb Nézőszám: 5273 Játékvezetők: Baranowski, Lemanowicz (POL) |
| 2018. november 24. 20:00 | 2× 4×     | Jegyzőkönyv | 4×              | Arena Zagreb, Zágráb Nézőszám: 5273 Játékvezetők: Baranowski, Lemanowicz (POL) |

| 2018. november 25. 16:50 | Skjern Håndbold | 24–31       | Flensburg-Handewitt | Skjern Bank Arena, Skjern Nézőszám: 3177 Játékvezetők: Elíasson, Pálsson (ISL) |
| 2018. november 25. 16:50 | Eggert 8        | (13–14)     | Wanne 6             | Skjern Bank Arena, Skjern Nézőszám: 3177 Játékvezetők: Elíasson, Pálsson (ISL) |
| 2018. november 25. 16:50 | 2× 1×           | Jegyzőkönyv | 4× 2×               | Skjern Bank Arena, Skjern Nézőszám: 3177 Játékvezetők: Elíasson, Pálsson (ISL) |

| 2018. november 25. 18:00 | Motor Zaporizzsja | 36–27       | RK Celje | Yunost Sport Hall, Zaporizzsja Nézőszám: 3500 Játékvezetők: Andorka, Hucker (HUN) |
| 2018. november 25. 18:00 | Malašinskas 9     | (18–12)     | Šarac 4  | Yunost Sport Hall, Zaporizzsja Nézőszám: 3500 Játékvezetők: Andorka, Hucker (HUN) |
| 2018. november 25. 18:00 | 4× 1×             | Jegyzőkönyv | 5× 2×    | Yunost Sport Hall, Zaporizzsja Nézőszám: 3500 Játékvezetők: Andorka, Hucker (HUN) |

| 2018. november 28. 19:00 | Flensburg-Handewitt | 27–25       | Pick Szeged | Flens Arena, Flensburg Nézőszám: 4304 Játékvezetők: Mažeika, Gatelis (LTU) |
| 2018. november 28. 19:00 | Jøndal 8            | (14–14)     | Bodó 5      | Flens Arena, Flensburg Nézőszám: 4304 Játékvezetők: Mažeika, Gatelis (LTU) |
| 2018. november 28. 19:00 | 3× 2×               | Jegyzőkönyv | 4× 2×       | Flens Arena, Flensburg Nézőszám: 4304 Játékvezetők: Mažeika, Gatelis (LTU) |

| 2018. december 1. 17:00 | RK Zagreb | 27–25       | Motor Zaporizzsja       | Arena Zagreb, Zágráb Nézőszám: 3126 Játékvezetők: Nikolić, Stojković (SRB) |
| 2018. december 1. 17:00 | Horvat 8  | (14–11)     | Paczkowski, Puhovszki 6 | Arena Zagreb, Zágráb Nézőszám: 3126 Játékvezetők: Nikolić, Stojković (SRB) |
| 2018. december 1. 17:00 | 6× 3× 1×  | Jegyzőkönyv | 6× 4×                   | Arena Zagreb, Zágráb Nézőszám: 3126 Játékvezetők: Nikolić, Stojković (SRB) |

| 2018. december 1. 17:30 | Paris Saint-Germain | 38–28       | Skjern Håndbold | Halle Georges Carpentier, Párizs Nézőszám: 3600 Játékvezetők: Nikolov, Nachevski (MKD) |
| 2018. december 1. 17:30 | Gensheimer 9        | (19–13)     | Tangen 6        | Halle Georges Carpentier, Párizs Nézőszám: 3600 Játékvezetők: Nikolov, Nachevski (MKD) |
| 2018. december 1. 17:30 | 1× 3×               | Jegyzőkönyv | 1× 3×           | Halle Georges Carpentier, Párizs Nézőszám: 3600 Játékvezetők: Nikolov, Nachevski (MKD) |

| 2018. december 2. 17:00 | RK Celje  | 29–29       | HBC Nantes  | Zlatorog Arena, Celje Nézőszám: 4800 Játékvezetők: López, Ramírez (ESP) |
| 2018. december 2. 17:00 | Vujović 6 | (15–19)     | Delecroix 6 | Zlatorog Arena, Celje Nézőszám: 4800 Játékvezetők: López, Ramírez (ESP) |
| 2018. december 2. 17:00 | 3× 1×     | Jegyzőkönyv | 2× 1×       | Zlatorog Arena, Celje Nézőszám: 4800 Játékvezetők: López, Ramírez (ESP) |

| 2019. február 7. 20:45 | HBC Nantes        | 31–35       | Paris Saint-Germain | Parc des expositions de la Beaujoire, Nantes Nézőszám: 5657 Játékvezetők: Pavićević, Ražnatović (MNE) |
| 2019. február 7. 20:45 | Lazarov, Rivera 6 | (15–18)     | Abalo 7             | Parc des expositions de la Beaujoire, Nantes Nézőszám: 5657 Játékvezetők: Pavićević, Ražnatović (MNE) |
| 2019. február 7. 20:45 | 2×                | Jegyzőkönyv | 2× 2×               | Parc des expositions de la Beaujoire, Nantes Nézőszám: 5657 Játékvezetők: Pavićević, Ražnatović (MNE) |

| 2019. február 10. 17:00 | RK Celje    | 28–29       | Pick Szeged | Zlatorog Arena, Celje Nézőszám: 4900 Játékvezetők: Santos, Fonseca (POR) |
| 2019. február 10. 17:00 | Accambray 8 | (16–18)     | Maqueda 7   | Zlatorog Arena, Celje Nézőszám: 4900 Játékvezetők: Santos, Fonseca (POR) |
| 2019. február 10. 17:00 | 4× 2×       | Jegyzőkönyv | 9× 3×       | Zlatorog Arena, Celje Nézőszám: 4900 Játékvezetők: Santos, Fonseca (POR) |

| 2019. február 10. 17:00 | Motor Zaporizzsja | 28–26       | Flensburg-Handewitt | Yunost Sport Hall, Zaporizzsja Nézőszám: 3500 Játékvezetők: Sondors, Līcis (LAT) |
| 2019. február 10. 17:00 | Puhovszki 9       | (10–12)     | Schmidt 6           | Yunost Sport Hall, Zaporizzsja Nézőszám: 3500 Játékvezetők: Sondors, Līcis (LAT) |
| 2019. február 10. 17:00 | 4× 2×             | Jegyzőkönyv | 4× 2× 1×            | Yunost Sport Hall, Zaporizzsja Nézőszám: 3500 Játékvezetők: Sondors, Līcis (LAT) |

| 2019. február 10. 17:00 | RK Zagreb | 32–29       | Skjern Håndbold | Arena Zagreb, Zágráb Nézőszám: 3845 Játékvezetők: Horáček, Novotný (CZE) |
| 2019. február 10. 17:00 | Sršen 9   | (15–14)     | Myrhol 8        | Arena Zagreb, Zágráb Nézőszám: 3845 Játékvezetők: Horáček, Novotný (CZE) |
| 2019. február 10. 17:00 | 3× 2× 1×  | Jegyzőkönyv | 3× 2×           | Arena Zagreb, Zágráb Nézőszám: 3845 Játékvezetők: Horáček, Novotný (CZE) |

| 2019. február 13. 19:00 | Flensburg-Handewitt | 27–26       | RK Celje  | Flens Arena, Flensburg Nézőszám: 5025 Játékvezetők: Baranowski, Lemanowicz (POL) |
| 2019. február 13. 19:00 | Wanne 8             | (16–12)     | Vujović 7 | Flens Arena, Flensburg Nézőszám: 5025 Játékvezetők: Baranowski, Lemanowicz (POL) |
| 2019. február 13. 19:00 | 1× 3×               | Jegyzőkönyv | 3× 3×     | Flens Arena, Flensburg Nézőszám: 5025 Játékvezetők: Baranowski, Lemanowicz (POL) |

| 2019. február 17. 16:50 | Skjern Håndbold | 32–34       | HBC Nantes | Skjern Bank Arena, Skjern Nézőszám: 2781 Játékvezetők: Zotin, Volodkov (RUS) |
| 2019. február 17. 16:50 | Myrhol 8        | (17–15)     | Lazarov 6  | Skjern Bank Arena, Skjern Nézőszám: 2781 Játékvezetők: Zotin, Volodkov (RUS) |
| 2019. február 17. 16:50 | 6× 3×           | Jegyzőkönyv | 4× 4×      | Skjern Bank Arena, Skjern Nézőszám: 2781 Játékvezetők: Zotin, Volodkov (RUS) |

| 2019. február 17. 17:00 | Pick Szeged | 30–29       | Motor Zaporizzsja | Városi Sportcsarnok, Szeged Nézőszám: 3200 Játékvezetők: Konjičanin, Konjičanin (BIH) |
| 2019. február 17. 17:00 | Šoštarič 9  | (12–15)     | Szoroka 8         | Városi Sportcsarnok, Szeged Nézőszám: 3200 Játékvezetők: Konjičanin, Konjičanin (BIH) |
| 2019. február 17. 17:00 | 4× 1×       | Jegyzőkönyv | 8× 3×             | Városi Sportcsarnok, Szeged Nézőszám: 3200 Játékvezetők: Konjičanin, Konjičanin (BIH) |

| 2019. február 17. 19:00 | Paris Saint-Germain | 33–28       | RK Zagreb | Halle Georges Carpentier, Párizs Nézőszám: 3100 Játékvezetők: Elíasson, Pálsson (ISL) |
| 2019. február 17. 19:00 | Gensheimer 8        | (19–13)     | Horvat 6  | Halle Georges Carpentier, Párizs Nézőszám: 3100 Játékvezetők: Elíasson, Pálsson (ISL) |
| 2019. február 17. 19:00 | 3× 2× 1×            | Jegyzőkönyv | 2× 4×     | Halle Georges Carpentier, Párizs Nézőszám: 3100 Játékvezetők: Elíasson, Pálsson (ISL) |

| 2019. február 23. 17:30 | HBC Nantes | 29–26       | Pick Szeged     | Parc des expositions de la Beaujoire, Nantes Nézőszám: 5902 Játékvezetők: Horáček, Novotný (CZE) |
| 2019. február 23. 17:30 | Rivera 8   | (13–11)     | Sigurmannsson 6 | Parc des expositions de la Beaujoire, Nantes Nézőszám: 5902 Játékvezetők: Horáček, Novotný (CZE) |
| 2019. február 23. 17:30 | 3× 2×      | Jegyzőkönyv | 6× 1×           | Parc des expositions de la Beaujoire, Nantes Nézőszám: 5902 Játékvezetők: Horáček, Novotný (CZE) |

| 2019. február 24. 17:00 | RK Celje    | 32–36       | Paris Saint-Germain | Zlatorog Arena, Celje Nézőszám: 5800 Játékvezetők: Jørum, Kleven (NOR) |
| 2019. február 24. 17:00 | Accambray 5 | (17–17)     | Abalo 8             | Zlatorog Arena, Celje Nézőszám: 5800 Játékvezetők: Jørum, Kleven (NOR) |
| 2019. február 24. 17:00 | 1×          | Jegyzőkönyv | 3× 2×               | Zlatorog Arena, Celje Nézőszám: 5800 Játékvezetők: Jørum, Kleven (NOR) |

| 2019. február 24. 17:00 | RK Zagreb | 21–22       | Flensburg-Handewitt | Arena Zagreb, Zágráb Nézőszám: 5800 Játékvezetők: Caçador, Nicolau (POR) |
| 2019. február 24. 17:00 | Horvat 5  | (11–9)      | Wanne 9             | Arena Zagreb, Zágráb Nézőszám: 5800 Játékvezetők: Caçador, Nicolau (POR) |
| 2019. február 24. 17:00 | 3× 3×     | Jegyzőkönyv | 4× 1×               | Arena Zagreb, Zágráb Nézőszám: 5800 Játékvezetők: Caçador, Nicolau (POR) |

| 2019. február 24. 17:00 | Motor Zaporizzsja | 33–23       | Skjern Håndbold | Yunost Sport Hall, Zaporizzsja Nézőszám: 3650 Játékvezetők: Pandzić, Mosorinski (SRB) |
| 2019. február 24. 17:00 | Puhovszki 8       | (13–9)      | Eggert 5        | Yunost Sport Hall, Zaporizzsja Nézőszám: 3650 Játékvezetők: Pandzić, Mosorinski (SRB) |
| 2019. február 24. 17:00 | 7× 3×             | Jegyzőkönyv | 4× 3×           | Yunost Sport Hall, Zaporizzsja Nézőszám: 3650 Játékvezetők: Pandzić, Mosorinski (SRB) |

| 2019. február 27. 19:00 | Flensburg-Handewitt | 29–29       | HBC Nantes | Flens Arena, Flensburg Nézőszám: 4724 Játékvezetők: Brunner, Salah (SUI) |
| 2019. február 27. 19:00 | Rød, Wanne 5        | (17–17)     | Rivera 5   | Flens Arena, Flensburg Nézőszám: 4724 Játékvezetők: Brunner, Salah (SUI) |
| 2019. február 27. 19:00 | 4× 2×               | Jegyzőkönyv | 4×         | Flens Arena, Flensburg Nézőszám: 4724 Játékvezetők: Brunner, Salah (SUI) |

| 2019. március 3. 16:50 | Skjern Håndbold | 35–32       | RK Celje | Skjern Bank Arena, Skjern Nézőszám: 2498 Játékvezetők: Sondors, Līcis (LAT) |
| 2019. március 3. 16:50 | Myrhol 8        | (20–14)     | Marguč 9 | Skjern Bank Arena, Skjern Nézőszám: 2498 Játékvezetők: Sondors, Līcis (LAT) |
| 2019. március 3. 16:50 | 4× 2×           | Jegyzőkönyv | 4× 2×    | Skjern Bank Arena, Skjern Nézőszám: 2498 Játékvezetők: Sondors, Līcis (LAT) |

| 2019. március 3. 17:00 | Paris Saint-Germain | 31–25       | Motor Zaporizzsja | Halle Georges Carpentier, Párizs Nézőszám: 3200 Játékvezetők: Baranowski, Lemanowicz (POL) |
| 2019. március 3. 17:00 | Stepančić 9         | (16–13)     | három játékos 5   | Halle Georges Carpentier, Párizs Nézőszám: 3200 Játékvezetők: Baranowski, Lemanowicz (POL) |
| 2019. március 3. 17:00 | 2× 2×               | Jegyzőkönyv | 6× 3×             | Halle Georges Carpentier, Párizs Nézőszám: 3200 Játékvezetők: Baranowski, Lemanowicz (POL) |

| 2019. március 3. 17:00 | Pick Szeged | 26–26       | RK Zagreb | Városi Sportcsarnok, Szeged Nézőszám: 3200 Játékvezetők: Kurtagic, Wetterwik (SWE) |
| 2019. március 3. 17:00 | Bombač 7    | (14–14)     | Mandić 8  | Városi Sportcsarnok, Szeged Nézőszám: 3200 Játékvezetők: Kurtagic, Wetterwik (SWE) |
| 2019. március 3. 17:00 | 4× 2×       | Jegyzőkönyv | 2× 2×     | Városi Sportcsarnok, Szeged Nézőszám: 3200 Játékvezetők: Kurtagic, Wetterwik (SWE) |

### C csoport
| #  | Csapat                | M  | Gy | D | V | G+  | G–  | Gk  | P  |
| -- | --------------------- | -- | -- | - | - | --- | --- | --- | -- |
| 1. | Bjerringbro-Silkeborg | 10 | 8  | 0 | 2 | 323 | 273 | +50 | 16 |
| 2. | Sporting              | 10 | 7  | 0 | 3 | 304 | 277 | +27 | 14 |
| 3. | Tatran Prešov         | 10 | 7  | 0 | 3 | 278 | 268 | +10 | 14 |
| 4. | Csehovszkije Medvegyi | 10 | 4  | 0 | 6 | 280 | 279 | +1  | 8  |
| 5. | Beşiktaş              | 10 | 3  | 0 | 7 | 255 | 289 | –34 | 6  |
| 6. | Metalurg Szkopje      | 10 | 1  | 0 | 9 | 246 | 300 | –54 | 2  |

| 2018. szeptember 15. 16:00 | Beşiktaş        | 22–28       | Tatran Prešov      | İzmit Arena, Isztambul Nézőszám: 800 Játékvezetők: Brkic, Jusufhodzic (AUT) |
| 2018. szeptember 15. 16:00 | Döne, Özbahar 4 | (10–13)     | Butorac, Lapajne 4 | İzmit Arena, Isztambul Nézőszám: 800 Játékvezetők: Brkic, Jusufhodzic (AUT) |
| 2018. szeptember 15. 16:00 | 3× 2× 1×        | Jegyzőkönyv | 3× 2× 1×           | İzmit Arena, Isztambul Nézőszám: 800 Játékvezetők: Brkic, Jusufhodzic (AUT) |

| 2018. szeptember 15. 18:30 | Sporting  | 34–26       | Metalurg Szkopje | Pavilhão João Rocha, Lisszabon Nézőszám: 1043 Játékvezetők: Mata, López (ESP) |
| 2018. szeptember 15. 18:30 | Chiuffa 6 | (13–13)     | Tankoszki 6      | Pavilhão João Rocha, Lisszabon Nézőszám: 1043 Játékvezetők: Mata, López (ESP) |
| 2018. szeptember 15. 18:30 | 2× 2×     | Jegyzőkönyv | 2× 2×            | Pavilhão João Rocha, Lisszabon Nézőszám: 1043 Játékvezetők: Mata, López (ESP) |

| 2018. szeptember 16. 15:10 | Bjerringbro-Silkeborg | 39–28       | Csehovszkije Medvegyi | Silkeborg-Hallerne, Silkeborg Nézőszám: 1632 Játékvezetők: Gasmi, Gasmi (FRA) |
| 2018. szeptember 16. 15:10 | Hansen 14             | (21–16)     | Kotov 5               | Silkeborg-Hallerne, Silkeborg Nézőszám: 1632 Játékvezetők: Gasmi, Gasmi (FRA) |
| 2018. szeptember 16. 15:10 | 3× 1×                 | Jegyzőkönyv | 3× 1×                 | Silkeborg-Hallerne, Silkeborg Nézőszám: 1632 Játékvezetők: Gasmi, Gasmi (FRA) |

| 2018. szeptember 22. 16:00 | Csehovszkije Medvegyi | 22–23       | Sporting          | Olimpiysky Sport Palace, Csehov Nézőszám: 1100 Játékvezetők: Horváth, Marton (HUN) |
| 2018. szeptember 22. 16:00 | Koszorotov 6          | (14–10)     | Araújo, Chiuffa 4 | Olimpiysky Sport Palace, Csehov Nézőszám: 1100 Játékvezetők: Horváth, Marton (HUN) |
| 2018. szeptember 22. 16:00 | 6× 2×                 | Jegyzőkönyv | 6× 1×             | Olimpiysky Sport Palace, Csehov Nézőszám: 1100 Játékvezetők: Horváth, Marton (HUN) |

| 2018. szeptember 22. 18:00 | Tatran Prešov | 26–24       | Bjerringbro-Silkeborg | City Hall Prešov, Eperjes Nézőszám: 2950 Játékvezetők: Konjičanin, Konjičanin (BIH) |
| 2018. szeptember 22. 18:00 | Lapajne 6     | (12–12)     | Nielsen 6             | City Hall Prešov, Eperjes Nézőszám: 2950 Játékvezetők: Konjičanin, Konjičanin (BIH) |
| 2018. szeptember 22. 18:00 | 2× 1×         | Jegyzőkönyv | 2× 3×                 | City Hall Prešov, Eperjes Nézőszám: 2950 Játékvezetők: Konjičanin, Konjičanin (BIH) |

| 2018. szeptember 23. 17:00 | Metalurg Szkopje | 22–30       | Beşiktaş | Boris Trajkovski Sports Center, Szkopje Nézőszám: 1000 Játékvezetők: Baranowski, Lemanowicz (POL) |
| 2018. szeptember 23. 17:00 | Jaganjac 7       | (13–14)     | Lasica 7 | Boris Trajkovski Sports Center, Szkopje Nézőszám: 1000 Játékvezetők: Baranowski, Lemanowicz (POL) |
| 2018. szeptember 23. 17:00 | 1× 3×            | Jegyzőkönyv | 2× 3×    | Boris Trajkovski Sports Center, Szkopje Nézőszám: 1000 Játékvezetők: Baranowski, Lemanowicz (POL) |

| 2018. szeptember 29. 16:00 | Csehovszkije Medvegyi | 22–24       | Beşiktaş | Olimpiysky Sport Palace, Csehov Nézőszám: 1100 Játékvezetők: Katsikis, Michailidis (GRE) |
| 2018. szeptember 29. 16:00 | Kotov 6               | (13–12)     | Döne 9   | Olimpiysky Sport Palace, Csehov Nézőszám: 1100 Játékvezetők: Katsikis, Michailidis (GRE) |
| 2018. szeptember 29. 16:00 | 4× 2×                 | Jegyzőkönyv | 3× 2×    | Olimpiysky Sport Palace, Csehov Nézőszám: 1100 Játékvezetők: Katsikis, Michailidis (GRE) |

| 2018. szeptember 29. 18:30 | Sporting        | 32–35       | Bjerringbro-Silkeborg | Pavilhão João Rocha, Lisszabon Nézőszám: 2493 Játékvezetők: Manea, Iliescu (ROU) |
| 2018. szeptember 29. 18:30 | három játékos 5 | (14–19)     | Markussen 9           | Pavilhão João Rocha, Lisszabon Nézőszám: 2493 Játékvezetők: Manea, Iliescu (ROU) |
| 2018. szeptember 29. 18:30 | 3× 2×           | Jegyzőkönyv | 5× 3×                 | Pavilhão João Rocha, Lisszabon Nézőszám: 2493 Játékvezetők: Manea, Iliescu (ROU) |

| 2018. szeptember 30. 17:00 | Metalurg Szkopje | 24–29       | Tatran Prešov | Boris Trajkovski Sports Center, Szkopje Nézőszám: 2000 Játékvezetők: Leandersson, Lindroos (FIN) |
| 2018. szeptember 30. 17:00 | három játékos 5  | (12–13)     | Babić 6       | Boris Trajkovski Sports Center, Szkopje Nézőszám: 2000 Játékvezetők: Leandersson, Lindroos (FIN) |
| 2018. szeptember 30. 17:00 | 4× 3×            | Jegyzőkönyv | 7× 3×         | Boris Trajkovski Sports Center, Szkopje Nézőszám: 2000 Játékvezetők: Leandersson, Lindroos (FIN) |

| 2018. október 6. 16:00 | Beşiktaş | 27–33       | Sporting  | İzmit Arena, Isztambul Nézőszám: 700 Játékvezetők: Nabokau, Kulik (BLR) |
| 2018. október 6. 16:00 | Pribak 6 | (15–18)     | Ghionea 8 | İzmit Arena, Isztambul Nézőszám: 700 Játékvezetők: Nabokau, Kulik (BLR) |
| 2018. október 6. 16:00 | 2× 3× 1× | Jegyzőkönyv | 1× 1×     | İzmit Arena, Isztambul Nézőszám: 700 Játékvezetők: Nabokau, Kulik (BLR) |

| 2018. október 6. 18:00 | Tatran Prešov | 27–28       | Csehovszkije Medvegyi | City Hall Prešov, Eperjes Nézőszám: 2500 Játékvezetők: Harabagiu, Stănescu (ROU) |
| 2018. október 6. 18:00 | Číp, Hrstka 5 | (13–13)     | Kotov, Szantalov 5    | City Hall Prešov, Eperjes Nézőszám: 2500 Játékvezetők: Harabagiu, Stănescu (ROU) |
| 2018. október 6. 18:00 | 5× 3×         | Jegyzőkönyv | 5× 3×                 | City Hall Prešov, Eperjes Nézőszám: 2500 Játékvezetők: Harabagiu, Stănescu (ROU) |

| 2018. október 7. 15:10 | Bjerringbro-Silkeborg | 33–25       | Metalurg Szkopje | Silkeborg-Hallerne, Silkeborg Nézőszám: 1991 Játékvezetők: Herczeg, Südi (HUN) |
| 2018. október 7. 15:10 | Hansen 7              | (16–14)     | Jaganjac 10      | Silkeborg-Hallerne, Silkeborg Nézőszám: 1991 Játékvezetők: Herczeg, Südi (HUN) |
| 2018. október 7. 15:10 | 5× 3×                 | Jegyzőkönyv | 4× 2×            | Silkeborg-Hallerne, Silkeborg Nézőszám: 1991 Játékvezetők: Herczeg, Südi (HUN) |

| 2018. október 13. 16:00 | Beşiktaş          | 24–37       | Bjerringbro-Silkeborg | İzmit Arena, Isztambul Nézőszám: 500 Játékvezetők: Simone, Monitillo (ITA) |
| 2018. október 13. 16:00 | Özbahar, Pribak 5 | (12–22)     | Hansen, Lassen 9      | İzmit Arena, Isztambul Nézőszám: 500 Játékvezetők: Simone, Monitillo (ITA) |
| 2018. október 13. 16:00 | 6× 3×             | Jegyzőkönyv | 4× 1×                 | İzmit Arena, Isztambul Nézőszám: 500 Játékvezetők: Simone, Monitillo (ITA) |

| 2018. október 13. 16:00 | Csehovszkije Medvegyi | 33–25       | Metalurg Szkopje | Olimpiysky Sport Palace, Csehov Nézőszám: 1100 Játékvezetők: Brunner, Salah (SUI) |
| 2018. október 13. 16:00 | Szantalov 6           | (18–13)     | Jaganjac 7       | Olimpiysky Sport Palace, Csehov Nézőszám: 1100 Játékvezetők: Brunner, Salah (SUI) |
| 2018. október 13. 16:00 | 6× 2× 1×              | Jegyzőkönyv | 1× 2×            | Olimpiysky Sport Palace, Csehov Nézőszám: 1100 Játékvezetők: Brunner, Salah (SUI) |

| 2018. október 13. 18:00 | Tatran Prešov | 27–30       | Sporting | City Hall Prešov, Eperjes Nézőszám: 2100 Játékvezetők: Baranowski, Lemanowicz (POL) |
| 2018. október 13. 18:00 | Butorac 7     | (13–15)     | Carol 10 | City Hall Prešov, Eperjes Nézőszám: 2100 Játékvezetők: Baranowski, Lemanowicz (POL) |
| 2018. október 13. 18:00 | 2× 3×         | Jegyzőkönyv | 3× 3× 1× | City Hall Prešov, Eperjes Nézőszám: 2100 Játékvezetők: Baranowski, Lemanowicz (POL) |

| 2018. november 3. 18:30 | Sporting | 26–28       | Tatran Prešov | Pavilhão João Rocha, Lisszabon Nézőszám: 1292 Játékvezetők: Borićić, Marković (SRB) |
| 2018. november 3. 18:30 | Ruesga 8 | (11–14)     | Číp, Rábek 5  | Pavilhão João Rocha, Lisszabon Nézőszám: 1292 Játékvezetők: Borićić, Marković (SRB) |
| 2018. november 3. 18:30 | 2× 1×    | Jegyzőkönyv | 5× 2×         | Pavilhão João Rocha, Lisszabon Nézőszám: 1292 Játékvezetők: Borićić, Marković (SRB) |

| 2018. november 4. 15:10 | Bjerringbro-Silkeborg | 34–27       | Beşiktaş | Silkeborg-Hallerne, Silkeborg Nézőszám: 1934 Játékvezetők: Leandersson, Lindroos (FIN) |
| 2018. november 4. 15:10 | Hansen, Markussen 6   | (16–12)     | Döne 8   | Silkeborg-Hallerne, Silkeborg Nézőszám: 1934 Játékvezetők: Leandersson, Lindroos (FIN) |
| 2018. november 4. 15:10 | 7× 3×                 | Jegyzőkönyv | 6× 2×    | Silkeborg-Hallerne, Silkeborg Nézőszám: 1934 Játékvezetők: Leandersson, Lindroos (FIN) |

| 2018. november 4. 17:00 | Metalurg Szkopje | 25–24       | Csehovszkije Medvegyi | Boris Trajkovski Sports Center, Szkopje Nézőszám: 2000 Játékvezetők: Gousko, Repkin (BLR) |
| 2018. november 4. 17:00 | Dimitrioski 5    | (16–10)     | Maszlennyikov 7       | Boris Trajkovski Sports Center, Szkopje Nézőszám: 2000 Játékvezetők: Gousko, Repkin (BLR) |
| 2018. november 4. 17:00 | 3× 3×            | Jegyzőkönyv | 2× 3×                 | Boris Trajkovski Sports Center, Szkopje Nézőszám: 2000 Játékvezetők: Gousko, Repkin (BLR) |

| 2018. november 8. 17:00 | Metalurg Szkopje | 24–31       | Sporting         | Boris Trajkovski Sports Center, Szkopje Nézőszám: 400 Játékvezetők: Bounouara, Sami (FRA) |
| 2018. november 8. 17:00 | Dimitrioski 5    | (18–17)     | Ruesga, Valdés 5 | Boris Trajkovski Sports Center, Szkopje Nézőszám: 400 Játékvezetők: Bounouara, Sami (FRA) |
| 2018. november 8. 17:00 | 2× 2×            | Jegyzőkönyv | 5× 1×            | Boris Trajkovski Sports Center, Szkopje Nézőszám: 400 Játékvezetők: Bounouara, Sami (FRA) |

| 2018. november 10. 16:00 | Csehovszkije Medvegyi | 24–30       | Bjerringbro-Silkeborg | Olimpiysky Sport Palace, Csehov Nézőszám: 1250 Játékvezetők: Panayides, Andreou (CYP) |
| 2018. november 10. 16:00 | Szantalov 6           | (10–16)     | Nielsen 8             | Olimpiysky Sport Palace, Csehov Nézőszám: 1250 Játékvezetők: Panayides, Andreou (CYP) |
| 2018. november 10. 16:00 | 1× 3×                 | Jegyzőkönyv | 2× 2×                 | Olimpiysky Sport Palace, Csehov Nézőszám: 1250 Játékvezetők: Panayides, Andreou (CYP) |

| 2018. november 10. 18:00 | Tatran Prešov   | 27–23       | Beşiktaş  | City Hall Prešov, Eperjes Nézőszám: 1920 Játékvezetők: Cindrić, Gonzurek (CRO) |
| 2018. november 10. 18:00 | három játékos 5 | (18–11)     | Özbahar 8 | City Hall Prešov, Eperjes Nézőszám: 1920 Játékvezetők: Cindrić, Gonzurek (CRO) |
| 2018. november 10. 18:00 | 1× 2×           | Jegyzőkönyv | 1× 3×     | City Hall Prešov, Eperjes Nézőszám: 1920 Játékvezetők: Cindrić, Gonzurek (CRO) |

| 2018. november 17. 16:00 | Beşiktaş | 23–22       | Metalurg Szkopje | İzmit Arena, Isztambul Nézőszám: 500 Játékvezetők: Manea, Iliescu (ROU) |
| 2018. november 17. 16:00 | Döne 9   | (12–12)     | Tankoszki 6      | İzmit Arena, Isztambul Nézőszám: 500 Játékvezetők: Manea, Iliescu (ROU) |
| 2018. november 17. 16:00 | 1× 3×    | Jegyzőkönyv | 1× 2×            | İzmit Arena, Isztambul Nézőszám: 500 Játékvezetők: Manea, Iliescu (ROU) |

| 2018. november 17. 18:30 | Sporting | 33–31       | Csehovszkije Medvegyi | Pavilhão João Rocha, Lisszabon Nézőszám: 1153 Játékvezetők: Covalciuc, Covalciuc (MDA) |
| 2018. november 17. 18:30 | Ruesga 8 | (14–12)     | Szantalov 8           | Pavilhão João Rocha, Lisszabon Nézőszám: 1153 Játékvezetők: Covalciuc, Covalciuc (MDA) |
| 2018. november 17. 18:30 | 3× 1×    | Jegyzőkönyv | 3× 2×                 | Pavilhão João Rocha, Lisszabon Nézőszám: 1153 Játékvezetők: Covalciuc, Covalciuc (MDA) |

| 2018. november 18. 13:30 | Bjerringbro-Silkeborg | 29–30       | Tatran Prešov | Silkeborg-Hallerne, Silkeborg Nézőszám: 1931 Játékvezetők: Schulze, Tönnies (GER) |
| 2018. november 18. 13:30 | négy játékos 7        | (17–14)     | Butorac 9     | Silkeborg-Hallerne, Silkeborg Nézőszám: 1931 Játékvezetők: Schulze, Tönnies (GER) |
| 2018. november 18. 13:30 | 3× 3× 1×              | Jegyzőkönyv | 3× 2×         | Silkeborg-Hallerne, Silkeborg Nézőszám: 1931 Játékvezetők: Schulze, Tönnies (GER) |

| 2018. november 24. 16:00 | Csehovszkije Medvegyi | 38–26       | Tatran Prešov | Olimpiysky Sport Palace, Csehov Nézőszám: 1100 Játékvezetők: Gasmi, Gasmi (FRA) |
| 2018. november 24. 16:00 | Kornyev, Kuretkov 6   | (19–13)     | Butorac 7     | Olimpiysky Sport Palace, Csehov Nézőszám: 1100 Játékvezetők: Gasmi, Gasmi (FRA) |
| 2018. november 24. 16:00 | 3× 2×                 | Jegyzőkönyv | 5× 1×         | Olimpiysky Sport Palace, Csehov Nézőszám: 1100 Játékvezetők: Gasmi, Gasmi (FRA) |

| 2018. november 24. 17:30 | Metalurg Szkopje | 29–33       | Bjerringbro-Silkeborg | Boris Trajkovski Sports Center, Szkopje Nézőszám: 900 Játékvezetők: Bolic, Hurich (AUT) |
| 2018. november 24. 17:30 | Spende 8         | (12–15)     | Lassen 8              | Boris Trajkovski Sports Center, Szkopje Nézőszám: 900 Játékvezetők: Bolic, Hurich (AUT) |
| 2018. november 24. 17:30 | 4× 2×            | Jegyzőkönyv | 3× 1×                 | Boris Trajkovski Sports Center, Szkopje Nézőszám: 900 Játékvezetők: Bolic, Hurich (AUT) |

| 2018. november 24. 18:30 | Sporting | 34–28       | Beşiktaş  | Pavilhão João Rocha, Lisszabon Nézőszám: 2520 Játékvezetők: Herczeg, Südi (HUN) |
| 2018. november 24. 18:30 | Ruesga 7 | (20–16)     | Pribak 10 | Pavilhão João Rocha, Lisszabon Nézőszám: 2520 Játékvezetők: Herczeg, Südi (HUN) |
| 2018. november 24. 18:30 | 5× 2×    | Jegyzőkönyv | 6× 3× 1×  | Pavilhão João Rocha, Lisszabon Nézőszám: 2520 Játékvezetők: Herczeg, Südi (HUN) |

| 2018. december 1. 16:00 | Beşiktaş | 27–30       | Csehovszkije Medvegyi | İzmit Arena, Isztambul Nézőszám: 1000 Játékvezetők: Schulze, Tönnies (GER) |
| 2018. december 1. 16:00 | Lasica 6 | (17–17)     | Koszorotov 9          | İzmit Arena, Isztambul Nézőszám: 1000 Játékvezetők: Schulze, Tönnies (GER) |
| 2018. december 1. 16:00 | 5× 3×    | Jegyzőkönyv | 4× 3×                 | İzmit Arena, Isztambul Nézőszám: 1000 Játékvezetők: Schulze, Tönnies (GER) |

| 2018. december 1. 19:30 | Tatran Prešov | 30–24       | Metalurg Szkopje | City Hall Prešov, Eperjes Nézőszám: 1500 Játékvezetők: Katsikis, Michailidis (GRE) |
| 2018. december 1. 19:30 | Hrstka 8      | (15–13)     | Pučnik 7         | City Hall Prešov, Eperjes Nézőszám: 1500 Játékvezetők: Katsikis, Michailidis (GRE) |
| 2018. december 1. 19:30 | 2× 2×         | Jegyzőkönyv | 5× 3×            | City Hall Prešov, Eperjes Nézőszám: 1500 Játékvezetők: Katsikis, Michailidis (GRE) |

| 2018. december 2. 16:50 | Bjerringbro-Silkeborg | 29–28       | Sporting       | Silkeborg-Hallerne, Silkeborg Nézőszám: 2012 Játékvezetők: Lah, Sok (SLO) |
| 2018. december 2. 16:50 | Nielsen 7             | (16–16)     | négy játékos 5 | Silkeborg-Hallerne, Silkeborg Nézőszám: 2012 Játékvezetők: Lah, Sok (SLO) |
| 2018. december 2. 16:50 | 3× 2×                 | Jegyzőkönyv | 7× 1×          | Silkeborg-Hallerne, Silkeborg Nézőszám: 2012 Játékvezetők: Lah, Sok (SLO) |

### D csoport
| #  | Csapat           | M  | Gy | D | V | G+  | G–  | Gk  | P  |
| -- | ---------------- | -- | -- | - | - | --- | --- | --- | -- |
| 1. | Wisła Płock      | 10 | 7  | 0 | 3 | 278 | 250 | +28 | 14 |
| 2. | Dinamo București | 10 | 7  | 0 | 3 | 293 | 280 | +13 | 14 |
| 3. | Elverum Håndball | 10 | 6  | 1 | 3 | 278 | 272 | +6  | 13 |
| 4. | Ademar León      | 10 | 5  | 2 | 3 | 252 | 251 | +1  | 12 |
| 5. | Riihimäki Cocks  | 10 | 2  | 2 | 6 | 246 | 269 | –23 | 6  |
| 6. | Wacker Thun      | 10 | 0  | 1 | 9 | 268 | 293 | –25 | 1  |

| 2018. szeptember 12. 18:15 | Riihimäki Cocks | 19–19       | Ademar León | Energia Areena, Vantaa Nézőszám: 500 Játékvezetők: Andorka, Hucker (HUN) |
| 2018. szeptember 12. 18:15 | Rönnberg 8      | (13–11)     | Mošić 5     | Energia Areena, Vantaa Nézőszám: 500 Játékvezetők: Andorka, Hucker (HUN) |
| 2018. szeptember 12. 18:15 | 1× 2×           | Jegyzőkönyv | 2×          | Energia Areena, Vantaa Nézőszám: 500 Játékvezetők: Andorka, Hucker (HUN) |

| 2018. szeptember 12. 19:30 | Dinamo București | 26–24       | Elverum Håndball | Dinamo Polyvalent Hall, Bukarest Nézőszám: 1500 Játékvezetők: Mandák, Rudinský (SVK) |
| 2018. szeptember 12. 19:30 | Bannour 5        | (12–11)     | Sandell 7        | Dinamo Polyvalent Hall, Bukarest Nézőszám: 1500 Játékvezetők: Mandák, Rudinský (SVK) |
| 2018. szeptember 12. 19:30 | 2× 3×            | Jegyzőkönyv | 3× 3×            | Dinamo Polyvalent Hall, Bukarest Nézőszám: 1500 Játékvezetők: Mandák, Rudinský (SVK) |

| 2018. szeptember 16. 19:00 | Wisła Płock | 34–24       | Wacker Thun | Orlen Arena, Płock Nézőszám: 2150 Játékvezetők: Madsen, Mortensen (DEN) |
| 2018. szeptember 16. 19:00 | Mlakar 8    | (18–13)     | Delhees 7   | Orlen Arena, Płock Nézőszám: 2150 Játékvezetők: Madsen, Mortensen (DEN) |
| 2018. szeptember 16. 19:00 | 2× 2×       | Jegyzőkönyv | 3× 1×       | Orlen Arena, Płock Nézőszám: 2150 Játékvezetők: Madsen, Mortensen (DEN) |

| 2018. szeptember 20. 20:00 | Wacker Thun   | 26–26       | Riihimäki Cocks | Sporthalle Lachen, Thun Nézőszám: 520 Játékvezetők: Mitrevski, Todorovski (MKD) |
| 2018. szeptember 20. 20:00 | Holm, Suter 6 | (11–15)     | Rönnberg 7      | Sporthalle Lachen, Thun Nézőszám: 520 Játékvezetők: Mitrevski, Todorovski (MKD) |
| 2018. szeptember 20. 20:00 | 7× 3×         | Jegyzőkönyv | 6× 2×           | Sporthalle Lachen, Thun Nézőszám: 520 Játékvezetők: Mitrevski, Todorovski (MKD) |

| 2018. szeptember 22. 19:30 | Ademar León     | 31–28       | Dinamo București    | Palacio de los Deportes de León, León Nézőszám: 2500 Játékvezetők: Caçador, Nicolau (POR) |
| 2018. szeptember 22. 19:30 | három játékos 5 | (12–14)     | Gavriloaia, Negru 4 | Palacio de los Deportes de León, León Nézőszám: 2500 Játékvezetők: Caçador, Nicolau (POR) |
| 2018. szeptember 22. 19:30 | 3× 4×           | Jegyzőkönyv | 5× 1×               | Palacio de los Deportes de León, León Nézőszám: 2500 Játékvezetők: Caçador, Nicolau (POR) |

| 2018. szeptember 23. 18:10 | Elverum Håndball | 28–30       | Wisła Płock | Elverumshallen, Elverum Nézőszám: 1972 Játékvezetők: Baumgart, Wild (GER) |
| 2018. szeptember 23. 18:10 | Guðjónsson 9     | (15–13)     | Daszek 6    | Elverumshallen, Elverum Nézőszám: 1972 Játékvezetők: Baumgart, Wild (GER) |
| 2018. szeptember 23. 18:10 | 5× 1×            | Jegyzőkönyv | 7× 2×       | Elverumshallen, Elverum Nézőszám: 1972 Játékvezetők: Baumgart, Wild (GER) |

| 2018. szeptember 26. 18:00 | Dinamo București | 35–34       | Wacker Thun | Dinamo Polyvalent Hall, Bukarest Nézőszám: 1100 Játékvezetők: Panayides, Andreou (CYP) |
| 2018. szeptember 26. 18:00 | Bannour 9        | (19–14)     | Delhees 10  | Dinamo Polyvalent Hall, Bukarest Nézőszám: 1100 Játékvezetők: Panayides, Andreou (CYP) |
| 2018. szeptember 26. 18:00 | 3× 2×            | Jegyzőkönyv | 6× 3×       | Dinamo Polyvalent Hall, Bukarest Nézőszám: 1100 Játékvezetők: Panayides, Andreou (CYP) |

| 2018. szeptember 26. 19:00 | Wisła Płock | 34–18       | Riihimäki Cocks | Orlen Arena, Płock Nézőszám: 2050 Játékvezetők: Schulze, Tönnies (GER) |
| 2018. szeptember 26. 19:00 | Toledo 8    | (16–10)     | Tamminen 6      | Orlen Arena, Płock Nézőszám: 2050 Játékvezetők: Schulze, Tönnies (GER) |
| 2018. szeptember 26. 19:00 | 6× 2×       | Jegyzőkönyv | 4× 3×           | Orlen Arena, Płock Nézőszám: 2050 Játékvezetők: Schulze, Tönnies (GER) |

| 2018. szeptember 30. 18:10 | Elverum Håndball  | 30–25       | Ademar León | Elverumshallen, Elverum Nézőszám: 2096 Játékvezetők: Hermann, Madsen (DEN) |
| 2018. szeptember 30. 18:10 | Poklar, Sandell 7 | (18–13)     | Marqués 6   | Elverumshallen, Elverum Nézőszám: 2096 Játékvezetők: Hermann, Madsen (DEN) |
| 2018. szeptember 30. 18:10 | 2× 3×             | Jegyzőkönyv | 1× 3×       | Elverumshallen, Elverum Nézőszám: 2096 Játékvezetők: Hermann, Madsen (DEN) |

| 2018. október 3. 18:15 | Riihimäki Cocks | 31–32       | Dinamo București | Energia Areena, Vantaa Nézőszám: 550 Játékvezetők: Cindrić, Gonzurek (CRO) |
| 2018. október 3. 18:15 | Rönnberg 11     | (17–15)     | Bannour 6        | Energia Areena, Vantaa Nézőszám: 550 Játékvezetők: Cindrić, Gonzurek (CRO) |
| 2018. október 3. 18:15 | 3× 1×           | Jegyzőkönyv | 5× 2×            | Energia Areena, Vantaa Nézőszám: 550 Játékvezetők: Cindrić, Gonzurek (CRO) |

| 2018. október 6. 17:30 | Wacker Thun      | 29–30       | Elverum Håndball | Sporthalle Lachen, Thun Nézőszám: 880 Játékvezetők: Bolic, Hurich (AUT) |
| 2018. október 6. 17:30 | Delhees, Suter 6 | (13–16)     | Pettersen 6      | Sporthalle Lachen, Thun Nézőszám: 880 Játékvezetők: Bolic, Hurich (AUT) |
| 2018. október 6. 17:30 | 7× 2×            | Jegyzőkönyv | 2× 2×            | Sporthalle Lachen, Thun Nézőszám: 880 Játékvezetők: Bolic, Hurich (AUT) |

| 2018. október 6. 19:30 | Ademar León | 27–24       | Wisła Płock     | Palacio de los Deportes de León, León Nézőszám: 3000 Játékvezetők: Opava, Válek (CZE) |
| 2018. október 6. 19:30 | Mošić 9     | (15–9)      | Sulić, Toledo 5 | Palacio de los Deportes de León, León Nézőszám: 3000 Játékvezetők: Opava, Válek (CZE) |
| 2018. október 6. 19:30 | 1× 2×       | Jegyzőkönyv | 4× 3×           | Palacio de los Deportes de León, León Nézőszám: 3000 Játékvezetők: Opava, Válek (CZE) |

| 2018. október 13. 17:30 | Wacker Thun | 25–26       | Ademar León     | Sporthalle Lachen, Thun Nézőszám: 1220 Játékvezetők: Baumgart, Wild (GER) |
| 2018. október 13. 17:30 | Suter 6     | (12–15)     | három játékos 5 | Sporthalle Lachen, Thun Nézőszám: 1220 Játékvezetők: Baumgart, Wild (GER) |
| 2018. október 13. 17:30 | 3× 3×       | Jegyzőkönyv | 2× 2×           | Sporthalle Lachen, Thun Nézőszám: 1220 Játékvezetők: Baumgart, Wild (GER) |

| 2018. október 14. 18:10 | Elverum Håndball | 28–27       | Riihimäki Cocks | Elverumshallen, Elverum Nézőszám: 1940 Játékvezetők: Kurtagic, Wetterwik (SWE) |
| 2018. október 14. 18:10 | Westby 7         | (15–14)     | Rönnberg 7      | Elverumshallen, Elverum Nézőszám: 1940 Játékvezetők: Kurtagic, Wetterwik (SWE) |
| 2018. október 14. 18:10 | 3× 3×            | Jegyzőkönyv | 2× 2×           | Elverumshallen, Elverum Nézőszám: 1940 Játékvezetők: Kurtagic, Wetterwik (SWE) |

| 2018. október 14. 21:00 | Dinamo București | 24–21       | Wisła Płock | Dinamo Polyvalent Hall, Bukarest Nézőszám: 2326 Játékvezetők: Pichon, Reveret (FRA) |
| 2018. október 14. 21:00 | Bannour 7        | (13–10)     | Žabič 5     | Dinamo Polyvalent Hall, Bukarest Nézőszám: 2326 Játékvezetők: Pichon, Reveret (FRA) |
| 2018. október 14. 21:00 | 10× 2×           | Jegyzőkönyv | 5× 2× 1×    | Dinamo Polyvalent Hall, Bukarest Nézőszám: 2326 Játékvezetők: Pichon, Reveret (FRA) |

| 2018. november 3. 16:00 | Riihimäki Cocks | 25–28       | Elverum Håndball | Energia Areena, Vantaa Nézőszám: 600 Játékvezetők: Ershov, Pavliukov (RUS) |
| 2018. november 3. 16:00 | Tamminen 7      | (12–15)     | Westby 10        | Energia Areena, Vantaa Nézőszám: 600 Játékvezetők: Ershov, Pavliukov (RUS) |
| 2018. november 3. 16:00 | 5× 2×           | Jegyzőkönyv | 5× 2×            | Energia Areena, Vantaa Nézőszám: 600 Játékvezetők: Ershov, Pavliukov (RUS) |

| 2018. november 3. 18:00 | Wisła Płock | 29–28       | Dinamo București | Orlen Arena, Płock Nézőszám: 3000 Játékvezetők: Gasmi, Gasmi (FRA) |
| 2018. november 3. 18:00 | Daszek 7    | (14–12)     | Zulfić 6         | Orlen Arena, Płock Nézőszám: 3000 Játékvezetők: Gasmi, Gasmi (FRA) |
| 2018. november 3. 18:00 | 2× 2× 1×    | Jegyzőkönyv | 9× 2× 1×         | Orlen Arena, Płock Nézőszám: 3000 Játékvezetők: Gasmi, Gasmi (FRA) |

| 2018. november 3. 19:30 | Ademar León | 24–21       | Wacker Thun  | Palacio de los Deportes de León, León Nézőszám: 2550 Játékvezetők: Bonifert, Oláh (HUN) |
| 2018. november 3. 19:30 | Pešić 5     | (14–12)     | Wyttenbach 7 | Palacio de los Deportes de León, León Nézőszám: 2550 Játékvezetők: Bonifert, Oláh (HUN) |
| 2018. november 3. 19:30 | 3× 2×       | Jegyzőkönyv | 8× 1×        | Palacio de los Deportes de León, León Nézőszám: 2550 Játékvezetők: Bonifert, Oláh (HUN) |

| 2018. november 8. 18:00 | Dinamo București | 35–30       | Ademar León | Dinamo Polyvalent Hall, Bukarest Nézőszám: 1800 Játékvezetők: Konjičanin, Konjičanin (BIH) |
| 2018. november 8. 18:00 | Bannour 11       | (18–15)     | López 11    | Dinamo Polyvalent Hall, Bukarest Nézőszám: 1800 Játékvezetők: Konjičanin, Konjičanin (BIH) |
| 2018. november 8. 18:00 | 6× 2×            | Jegyzőkönyv | 3× 1×       | Dinamo Polyvalent Hall, Bukarest Nézőszám: 1800 Játékvezetők: Konjičanin, Konjičanin (BIH) |

| 2018. november 10. 18:00 | Wisła Płock | 30–28       | Elverum Håndball | Orlen Arena, Płock Nézőszám: 3500 Játékvezetők: Mitrevski, Todorovski (MKD) |
| 2018. november 10. 18:00 | Mlakar 8    | (17–15)     | Guðjónsson 7     | Orlen Arena, Płock Nézőszám: 3500 Játékvezetők: Mitrevski, Todorovski (MKD) |
| 2018. november 10. 18:00 | 6× 4×       | Jegyzőkönyv | 1× 2×            | Orlen Arena, Płock Nézőszám: 3500 Játékvezetők: Mitrevski, Todorovski (MKD) |

| 2018. november 11. 15:15 | Riihimäki Cocks | 31–29       | Wacker Thun     | Energia Areena, Vantaa Nézőszám: 887 Játékvezetők: Katsikis, Michailidis (GRE) |
| 2018. november 11. 15:15 | Rönnberg 10     | (14–18)     | három játékos 5 | Energia Areena, Vantaa Nézőszám: 887 Játékvezetők: Katsikis, Michailidis (GRE) |
| 2018. november 11. 15:15 | 6× 3×           | Jegyzőkönyv | 5× 2×           | Energia Areena, Vantaa Nézőszám: 887 Játékvezetők: Katsikis, Michailidis (GRE) |

| 2018. november 15. 20:00 | Wacker Thun  | 23–25       | Wisła Płock | Sporthalle Lachen, Thun Nézőszám: 960 Játékvezetők: Ershov, Pavliukov (RUS) |
| 2018. november 15. 20:00 | Wyttenbach 7 | (13–14)     | Daszek 5    | Sporthalle Lachen, Thun Nézőszám: 960 Játékvezetők: Ershov, Pavliukov (RUS) |
| 2018. november 15. 20:00 | 5× 3×        | Jegyzőkönyv | 4× 4× 1×    | Sporthalle Lachen, Thun Nézőszám: 960 Játékvezetők: Ershov, Pavliukov (RUS) |

| 2018. november 17. 19:30 | Ademar León | 23–20       | Riihimäki Cocks | Palacio de los Deportes de León, León Nézőszám: 3000 Játékvezetők: Boričić, Marković (SRB) |
| 2018. november 17. 19:30 | Marqués 7   | (14–11)     | Rönnberg 7      | Palacio de los Deportes de León, León Nézőszám: 3000 Játékvezetők: Boričić, Marković (SRB) |
| 2018. november 17. 19:30 | 2× 2×       | Jegyzőkönyv | 3× 3×           | Palacio de los Deportes de León, León Nézőszám: 3000 Játékvezetők: Boričić, Marković (SRB) |

| 2018. november 18. 18:10 | Elverum Håndball | 29–28       | Dinamo București     | Elverumshallen, Elverum Nézőszám: 2438 Játékvezetők: Horváth, Marton (HUN) |
| 2018. november 18. 18:10 | Westby 8         | (12–15)     | Gavriloaia, Zulfić 6 | Elverumshallen, Elverum Nézőszám: 2438 Játékvezetők: Horváth, Marton (HUN) |
| 2018. november 18. 18:10 | 4× 3×            | Jegyzőkönyv | 7× 2×                | Elverumshallen, Elverum Nézőszám: 2438 Játékvezetők: Horváth, Marton (HUN) |

| 2018. november 21. 19:30 | Dinamo București | 24–22       | Riihimäki Cocks | Dinamo Polyvalent Hall, Bukarest Nézőszám: 2450 Játékvezetők: Baumgart, Wild (GER) |
| 2018. november 21. 19:30 | Descat 7         | (13–12)     | Rönnberg 9      | Dinamo Polyvalent Hall, Bukarest Nézőszám: 2450 Játékvezetők: Baumgart, Wild (GER) |
| 2018. november 21. 19:30 | 6× 1×            | Jegyzőkönyv | 6× 3×           | Dinamo Polyvalent Hall, Bukarest Nézőszám: 2450 Játékvezetők: Baumgart, Wild (GER) |

| 2018. november 25. 16:00 | Wisła Płock | 25–23       | Ademar León | Orlen Arena, Płock Nézőszám: 3800 Játékvezetők: Freitas, Carvalho (POR) |
| 2018. november 25. 16:00 | Toledo 7    | (9–10)      | López 6     | Orlen Arena, Płock Nézőszám: 3800 Játékvezetők: Freitas, Carvalho (POR) |
| 2018. november 25. 16:00 | 4× 1×       | Jegyzőkönyv | 4× 4× 1×    | Orlen Arena, Płock Nézőszám: 3800 Játékvezetők: Freitas, Carvalho (POR) |

| 2018. november 25. 18:10 | Elverum Håndball | 29–28       | Wacker Thun | Elverumshallen, Elverum Nézőszám: 2273 Játékvezetők: Mandák, Rudinský (SVK) |
| 2018. november 25. 18:10 | Sandell 9        | (15–16)     | Caspar 5    | Elverumshallen, Elverum Nézőszám: 2273 Játékvezetők: Mandák, Rudinský (SVK) |
| 2018. november 25. 18:10 | 4× 2×            | Jegyzőkönyv | 7× 1×       | Elverumshallen, Elverum Nézőszám: 2273 Játékvezetők: Mandák, Rudinský (SVK) |

| 2018. november 28. 18:15 | Riihimäki Cocks | 27–26       | Wisła Płock | Energia Areena, Vantaa Nézőszám: 400 Játékvezetők: Panayides, Andreou (CYP) |
| 2018. november 28. 18:15 | Rönnberg 8      | (10–15)     | Daszek 8    | Energia Areena, Vantaa Nézőszám: 400 Játékvezetők: Panayides, Andreou (CYP) |
| 2018. november 28. 18:15 | 3× 3×           | Jegyzőkönyv | 2× 3×       | Energia Areena, Vantaa Nézőszám: 400 Játékvezetők: Panayides, Andreou (CYP) |

| 2018. november 29. 20:00 | Wacker Thun | 29–33       | Dinamo București | Sporthalle Lachen, Thun Nézőszám: 1380 Játékvezetők: Baďura, Ondogrecula (SVK) |
| 2018. november 29. 20:00 | Lanz 6      | (13–14)     | Bannour 6        | Sporthalle Lachen, Thun Nézőszám: 1380 Játékvezetők: Baďura, Ondogrecula (SVK) |
| 2018. november 29. 20:00 | 4× 2×       | Jegyzőkönyv | 4× 2×            | Sporthalle Lachen, Thun Nézőszám: 1380 Játékvezetők: Baďura, Ondogrecula (SVK) |

| 2018. december 1. 19:30 | Ademar León | 24–24       | Elverum Håndball | Palacio de los Deportes de León, León Nézőszám: 2200 Játékvezetők: Brkic, Jusufhodzic (AUT) |
| 2018. december 1. 19:30 | Marqués 6   | (14–13)     | Pettersen 6      | Palacio de los Deportes de León, León Nézőszám: 2200 Játékvezetők: Brkic, Jusufhodzic (AUT) |
| 2018. december 1. 19:30 | 4× 3×       | Jegyzőkönyv | 5× 3×            | Palacio de los Deportes de León, León Nézőszám: 2200 Játékvezetők: Brkic, Jusufhodzic (AUT) |

## Rájátszás
A C és D csoport első két helyezettje egy-egy oda-vissza vágós rájátszásban harcolhatja ki a legjobb 12 közé jutást.
| 1. csapat   | Össz. | 2. csapat             | 1. mérk. | 2. mérk. |
| ----------- | ----- | --------------------- | -------- | -------- |
| Sporting    | 59–57 | Dinamo București      | 32–31    | 26–27    |
| Wisła Płock | 49–46 | Bjerringbro-Silkeborg | 22–26    | 27–20    |

| 2019. február 23. 18:30 | Sporting    | 32–31       | Dinamo București  | Pavilhão João Rocha, Lisszabon Nézőszám: 2660 Játékvezetők: Schulze, Tönnies (GER) |
| 2019. február 23. 18:30 | Nikčević 11 | (14–14)     | Bannour, Descat 6 | Pavilhão João Rocha, Lisszabon Nézőszám: 2660 Játékvezetők: Schulze, Tönnies (GER) |
| 2019. február 23. 18:30 | 4× 2×       | Jegyzőkönyv | 6× 2×             | Pavilhão João Rocha, Lisszabon Nézőszám: 2660 Játékvezetők: Schulze, Tönnies (GER) |

| 2019. február 28. 20:00 | Dinamo București    | 26–27       | Sporting | Dinamo Polyvalent Hall, Bukarest Nézőszám: 2538 Játékvezetők: Mažeika, Gatelis (LTU) |
| 2019. február 28. 20:00 | Gavriloaia, Szász 6 | (15–11)     | Marzo 7  | Dinamo Polyvalent Hall, Bukarest Nézőszám: 2538 Játékvezetők: Mažeika, Gatelis (LTU) |
| 2019. február 28. 20:00 | 5× 3×               | Jegyzőkönyv | 5× 3×    | Dinamo Polyvalent Hall, Bukarest Nézőszám: 2538 Játékvezetők: Mažeika, Gatelis (LTU) |

| 2019. február 23. 18:00 | Wisła Płock          | 22–26       | Bjerringbro-Silkeborg | Orlen Arena, Płock Nézőszám: 3850 Játékvezetők: Herczeg, Südi (HUN) |
| 2019. február 23. 18:00 | Krajewski, Racoțea 4 | (14–14)     | Skube 9               | Orlen Arena, Płock Nézőszám: 3850 Játékvezetők: Herczeg, Südi (HUN) |
| 2019. február 23. 18:00 | 4× 1×                | Jegyzőkönyv | 3× 3×                 | Orlen Arena, Płock Nézőszám: 3850 Játékvezetők: Herczeg, Südi (HUN) |

| 2019. március 3. 15:10 | Bjerringbro-Silkeborg | 20–27       | Wisła Płock | Silkeborg-Hallerne, Silkeborg Nézőszám: 2213 Játékvezetők: Vešović, Mitrović (MNE) |
| 2019. március 3. 15:10 | Nøddesbo 4            | (15–13)     | Mlakar 8    | Silkeborg-Hallerne, Silkeborg Nézőszám: 2213 Játékvezetők: Vešović, Mitrović (MNE) |
| 2019. március 3. 15:10 | 4× 2×                 | Jegyzőkönyv | 5× 3× 2×    | Silkeborg-Hallerne, Silkeborg Nézőszám: 2213 Játékvezetők: Vešović, Mitrović (MNE) |